# Dmanisi-mensen
De Dmanisi-mensen zijn een groep sinds 1991 bij Dmanisi, in Georgië gevonden schedels, onderkaken, en skeletdelen die soms gezien worden als een aparte uitgestorven mensensoort Homo georgicus, maar ook vaak worden ingedeeld bij de soort Homo erectus. De botten vertegenwoordigen de oudste menselijke vondsten die ooit buiten Afrika gedaan zijn. Radiometrische datering van vulkanische lagen, paleomagnetisme en de fauna, zoals de Etruskische neushoorn en Cervus perrieri, wijzen op een leeftijd van 1,8 miljoen jaar. Er zijn veel stenen werktuigen aangetroffen.
Het is heel omstreden welke naam aan deze mensen moet worden gegeven. Eerst deelde men ze in bij de Afrikaanse Homo ergaster. In 2002 werden ze benoemd als een aparte Homo georgicus die evolutionair tussen de oudere Homo habilis en de jongere soort Homo erectus in zou staan, qua herseninhoud en gezichtsvorm. Sommige onderzoekers dachten dat er twee soorten in het materiaal aanwezig waren, maar andere meenden dat verschillen het gevolg waren van seksuele dimorfie: de mannen zouden veel robuuster zijn dan de vrouwen. In 2013 werd Homo georgicus door zijn naamgevers herroepen, die nu spraken van een Homo erectus ergaster georgicus. Dit werd weer niet aanvaard door andere wetenschappers.
Homo georgicus was met een lengte van anderhalve meter en een gewicht van vijftig kilogram duidelijk een stuk kleiner dan de meeste groepen die bij Homo erectus zijn ingedeeld. Uniek voor het geslacht Homo is een combinatie van een kleine hersenpan, soms niet meer dan 546 cc in volume, met heel zware onderkaken die een soort snuit vormen. Zoals alle latere mensensoorten was hij tweevoetig (bipedaal). Zijn benen waren relatief lang zodat hij lange afstanden kon afleggen en vrij snel rennen.
De verwantschappen van Homo georgicus zijn onzeker. De mens moet van Afrika uit Eurazië gekoloniseerd hebben. Het is wel gedacht dat Homo georgicus simpelweg de eerste fase van een enkelvoudige kolonisatiegolf vertegenwoordigt. Dat past echter slecht bij het gegeven dat de Afrikaanse Homo ergaster verder in de richting van de moderne mens geëvolueerd is. Het is daarom wel geopperd dat H. georgicus afstamde van Homo habilis, terugkeerde naar Afrika en daar H. ergaster voortbracht die dan in een tweede golf naar Azië de voorouder werd van de Oost-Aziatische Homo erectus (de Pekingmens en Javamens). Maar dat verklaart weer niet waarom Homo georgicus bepaalde specialisaties deelt met de Oost-Aziatische Homo erectus die Homo ergaster mist.
Homo georgicus leefde in een tamelijk koele habitat. Hij at vermoedelijk veel vlees. Dat werd verwerkt met vrij eenvoudige werktuigen van het Oldowan-type. Vuistbijlen zijn niet aangetroffen. Daarnaast werden noten en bessen gegeten. Er zijn geen sporen gevonden van vuurgebruik. Onduidelijk is of Homo erectus al een gesproken taal kende. Een tandeloos individu wist jaren lang te overleven, een aanwijzing voor altruïsme.

## Vondsten
De volgende fossielen zijn bij Dmanisi gevonden:
- In 1991, een kaak (D211), die toebehoorde aan een jong volwassene.
- In 1999, een schedel (D2282) van een jonge vrouw en een schedeldak (D2280) van een in de twintig jaar oude man.
- In 2000, een onderkaak (D2600).
- In 2001, een complete schedel (D2700) en een onderkaak (D2735). Tevens werd een deel van een skelet gevonden.
- In april 2005, een schedel (D3444) en een onderkaak (D3900).
- In oktober 2013 beschreven, een complete schedel en onderkaak.

## Naamgeving
De naamgevingsgeschiedenis van de Dmanisimensen is zeer complex. Die werden door het opgravingsteam aan verschillende al eerder benoemde soorten toegewezen, maar zijn daarnaast ook als een eigen soort benoemd om daarna weer als ondersoorten of variëteiten daarvan geplaatst te worden. Onder andere onderzoekers is geen consensus welke naam de voorkeur moet hebben.

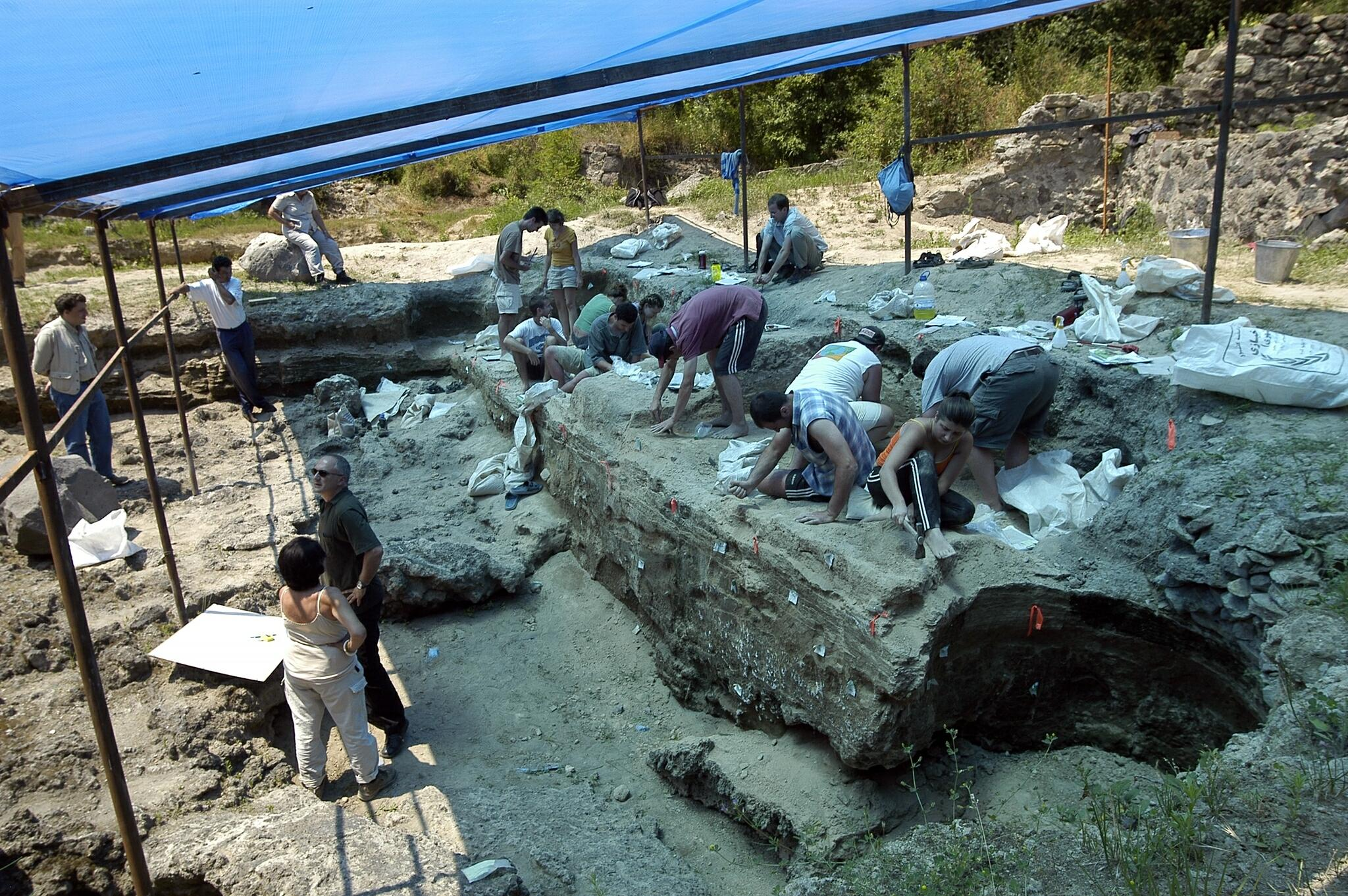
Een opgraving in 2007

Van 1981 af werden bij Dmanisi verschillende drie meter diepe middeleeuwse putten uitgegraven van een zevende-eeuwse stad, om archeologische redenen. Een verrassing was in 1983 dat in de putwanden naast dierenbotten ook stenen werktuigen aanwezig waren, van een zeer primitieve vorm. In 1989 zette een team van het Römisch-Germanisches Museum uit Keulen, dat na het uiteenvallen van de Sovjet-Unie in 1991 ook over ruimere financiële middelen beschikte, de opgravingen voort en ontdekte veel werktuigen. Op 25 september 1991 werd door Medea Nioradze en Antje Justus een menselijke onderkaak ontdekt, specimen D211. De vondst, in 1992 gemeld in de wetenschappelijke literatuur, was zeer spectaculair want de sedimentlaag waaruit het fossiel afkomstig was, bevond zich net boven een basaltlaag die op 1,85 miljoen jaar gedateerd werd. De sedimentlaag zou 1,805 miljoen jaar oud zijn. Later werd dat bevestigd op 1,81 miljoen jaar. Dat zou de kaak tot het tot dan toe oudste menselijk fossiel maken dat uit Eurazië bekend was. De kaak werd in 1995 door de Georgische antropologen Abesalom Vekuage en Leo Gabunia getypeerd als een "archaïsche Afrikaanse Homo erectus". In 1996 bevestigden Bräuer en Schultz dat de onderkaak ondanks de hoge leeftijd niet tot de "Vroege Homo" behoorde, maar bij de H. erectus-groep. In 1998 hielden Antonio Rosas and José Bermúdez De Castro het voorzichtig op een Homo sp. indet. (aff. ergaster), dus een onbepaalde homosoort met affiniteiten met H. ergaster, de alternatieve aanduiding voor vroege Afrikaanse vormen van het H. erectus-complex.

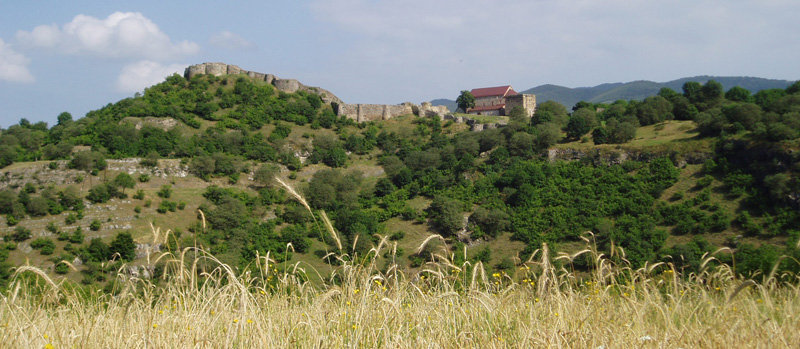
De directe omgeving van de vindplaats

In de rest van de jaren negentig vond het Duitse team verder weinig menselijke fossielen, slechts een derde rechtermiddenvoetsbeen in 1997, specimen D3479. In mei 1999 echter ontdekte de Georgiër Gocha Kiladze een schedel, specimen D2282. Verwarrend genoeg kreeg deze de aanduiding "Schedel 2" want nog in de zomer van hetzelfde jaar dook een tweede schedel op, specimen D2280, die "Schedel 1" genoemd werd. De schedels werden als nauwe verwanten van de Afrikaanse Homo ergaster gezien en kregen ruime aandacht, zowel in de media als de wetenschap. Vanwege een grotere gelijkenis met de Afrikaanse vormen werden de schedels getypeerd als een Homo ex. gr. ergaster, dus een soort uit de groep rond H. ergaster. Jeffrey Schwartz betwijfelde in 2000 een nauwe verwantschap met Homo ergaster.
Hierna volgden de ontdekkingen elkaar in snel tempo op. Op 26 september 2000 vond Gotcha Kiladzé de onderkaak D2600, afkomstig uit een wat oudere laag. In 2001 werd Schedel 3 gevonden, specimen D2700 met zijn onderkaak D2735. Het betrof een jongvolwassen individu. In 2002 volgde Schedel 4, specimen D3444 en in 2003 de onderkaak daarvan specimen D3900. Het zou om een oud individu gaan dat al bij leven zo goed als tandeloos zou zijn geworden, een zeer uitzonderlijke toestand bij zulke geologisch oude fossielen: het was de oudste bekende menselijke schedel zonder tanden. In 2005 dook Schedel 5 op, specimen D4500. De onderkaak uit 2000 zou hier bij horen. Deze schedel is uitzonderlijk compleet — het beste cranium van een volwassen individu van Homo uit het vroege Pleistoceen — en zeer robuust. Daarnaast werden in 2007 talrijke postcrania gemeld, voornamelijk een dertigtal wervels en delen van de ledematen, die in 2002 gevonden waren. Sommige daarvan zouden weer bij het holotype horen. Het betreft resten van drie volwassenen en een puber.

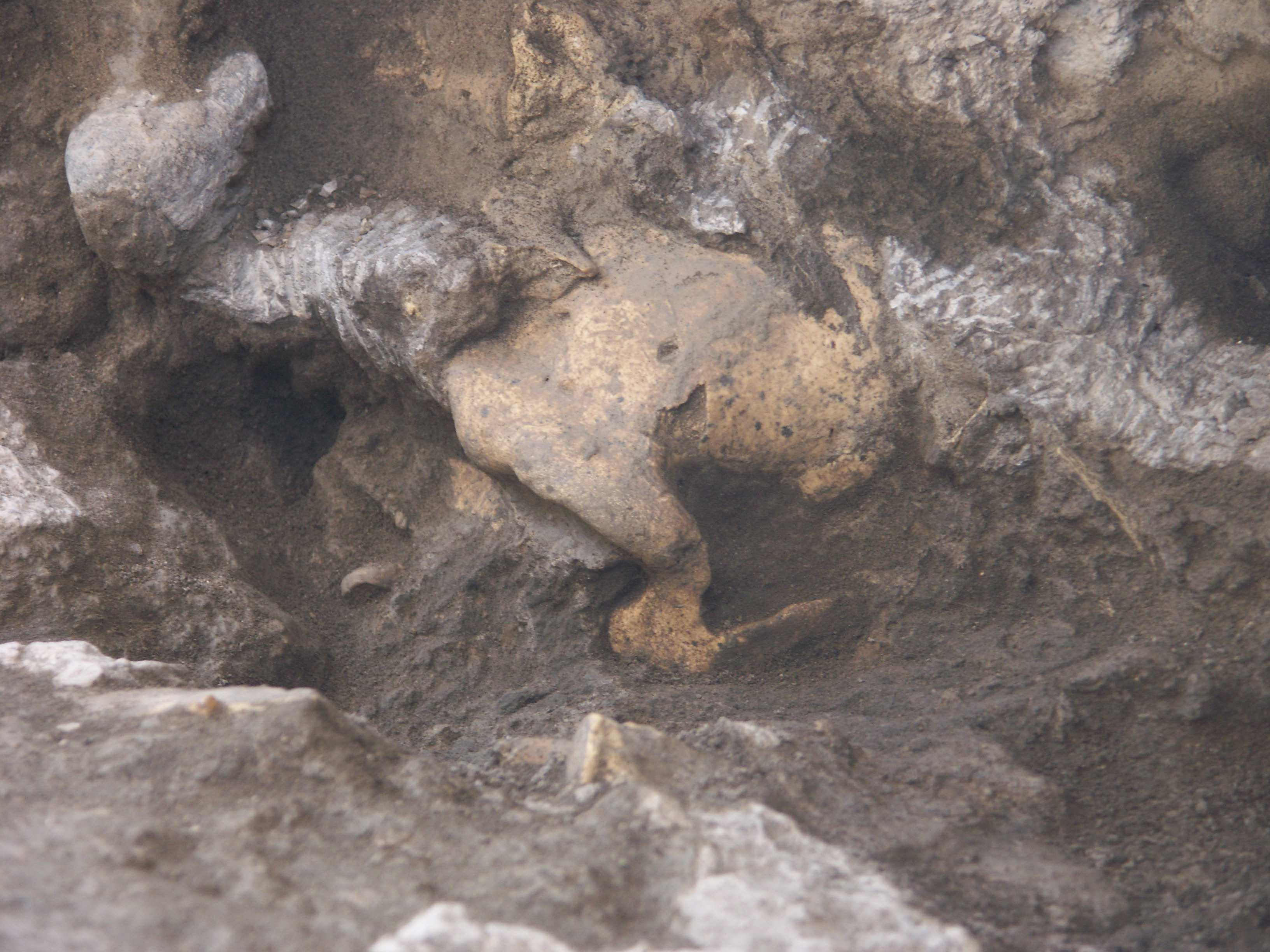
Zo werd D2600 aangetroffen

In 2002 werd kaak D2600 aangewezen als het holotype van een nieuwe soort: Homo georgicus. Het is een mandibula van een man van ongeveer veertig jaar oud. De soortaanduiding verwijst naar Georgië. Alle materiaal uit Dmanisi werd aan de soort toegewezen. In 2006 echter stelde een studie dat juist het holotype nogal afwijkend was zodat het wellicht tot een andere soort behoorde dan de andere fossielen. Een tweede studie dat jaar meende dat de soort van die laatste gewoon H. erectus zou kunnen zijn, zij het mogelijkerwijs een aparte ondersoort, te onderscheiden van een Homo georgicus of Homo erectus georgicus, namen te reserveren voor D2600. Een derde studie uit 2006 meende dat gezien de afwijkende bouw van het holotype of de seksuele dimorfie groter was dan bij Homo verwacht kon worden of dat het type-specimen een aparte soort was; in beide gevallen was er een taxon anders dan H. erectus aanwezig. Een vierde studie meende dat dit dan Homo georgicus moest heten. In 2008 wierp een ander onderzoek tegen dat gorilla's wel zo dimorf waren en dat hoewel bij H. erectus op één enkele locatie nooit zo'n dimorfie is aangetroffen, de variabiliteit groter is als het bereik in ruimte en tijd vergroot wordt over verschillende werelddelen en honderdduizenden jaren heen. In 2012 concludeerde een studie dat variabiliteit van de onderkaken weliswaar groot was, maar niet zo sterk dat de hypothese dat het toch om één taxon gaat om statistische redenen verworpen moet worden. Een andere studie dat jaar meende dat Homo habilis, de Dmanisimensen en Homo erectus één enkele continue afstammingslijn zouden vormen, als een chronospecies die langzaam in grootte toenam.

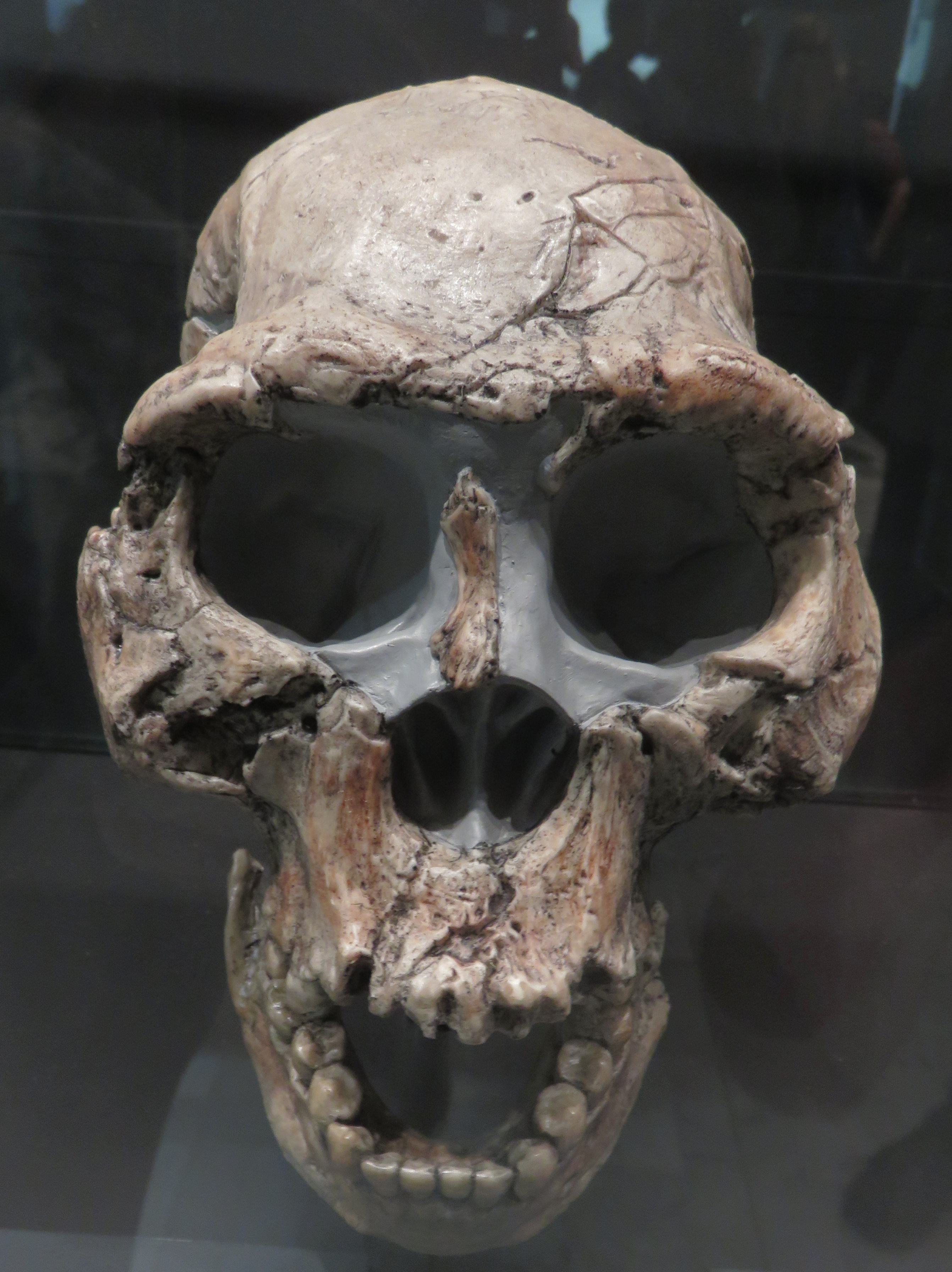
Schedel 2 (D2282 + D211)

In 2013 werd Schedel 5 beschreven en aan het holotype toegewezen. Dat maakte het mogelijk veel beter de relatie met de andere vondsten te waarderen. Men begon erop te wijzen hoe onwaarschijnlijk het was dat een klein aantal vondsten gedaan op een oppervlakte van slechts veertig vierkante meter in een laag met een beperkt bereik in de tijd verschillende taxa zou bevatten. Men concludeerde dat het holotype een oudere man was (van ongeveer vijftig jaar afgaande op de slijtage van het gebit), en de andere schedels vrouwen en jongvolwassen individuen vertegenwoordigden. Ook bij andere mensachtigen zou de variatie overdreven zijn en Homo ergaster beschouwde men als een ondersoort (chronosubspecies) van Homo erectus: Homo erectus ergaster. Dat riep de vraag op hoe de Dmanisimensen te plaatsen. Daarvoor besloot men een nog diepere onderverdeling te scheppen als een onderondersoort: Homo erectus ergaster georgicus.

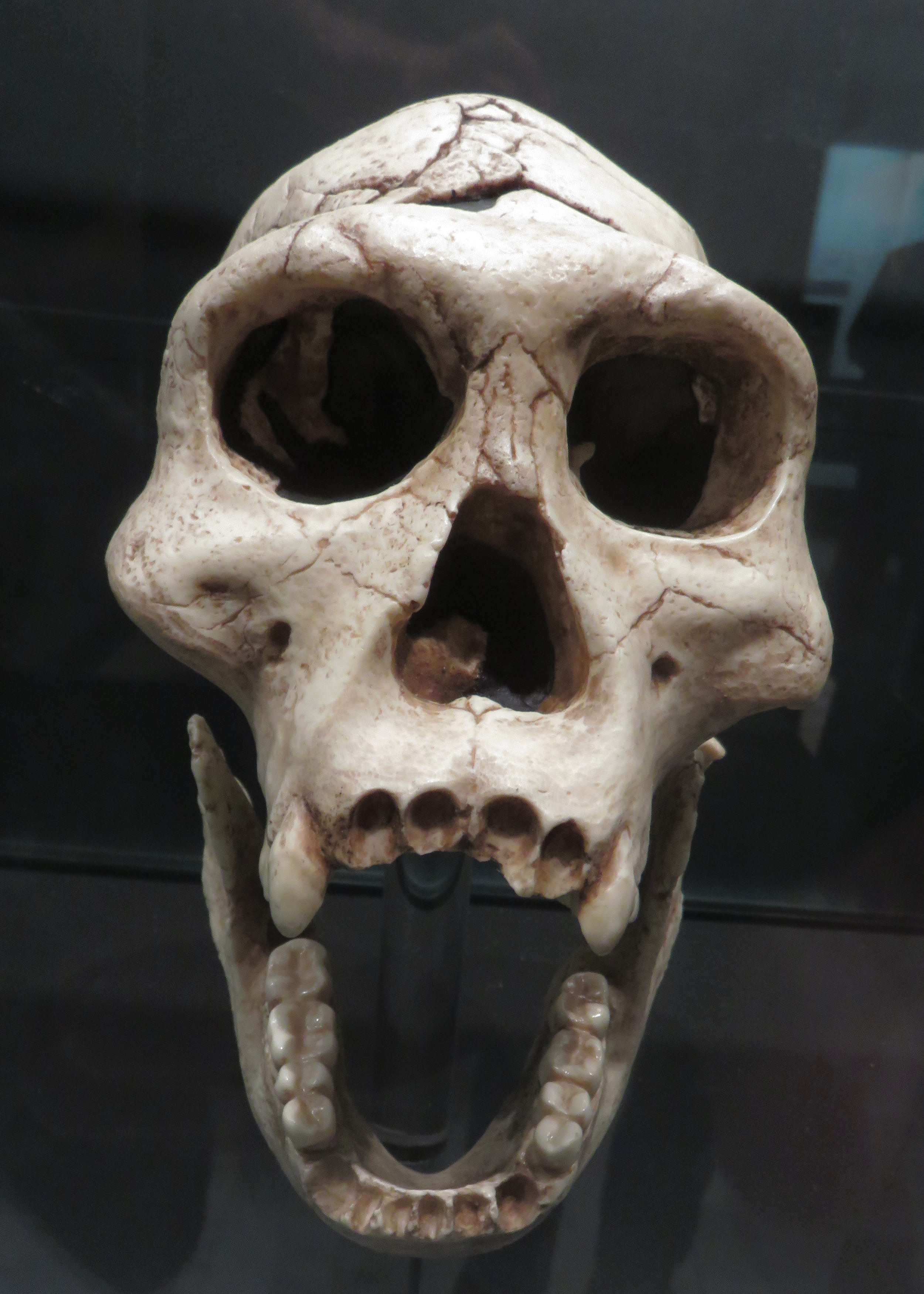
Schedel 3 (D2700 + D2735)

Deze oplossing stuitte op veel kritiek van andere onderzoekers. Fred Spoor verwierp het voorstel de hele Vroege Homo bij Homo erectus onder te brengen. Het hele begrip "ondersoort" is al problematisch omdat er geen gangbare operationele definitie van bestaat. Daardoor kan het in beginsel niet empirisch worden vastgesteld of een verzameling fossielen een ondersoort vormt of wat de betekenis daarvan dan zou zijn. De beschrijvers trokken de soortnaam Homo georgicus terug, maar zo'n retractie heeft geen formele gevolgen; de naam blijft in beginsel geldig en kan door andere onderzoekers naar believen gebruikt worden. Afgezien van de vraag of er meerdere soorten op de vindplaats aanwezig waren  kan een motief daarvoor gevonden worden in de onzekere relatie met Homo habilis, Homo ergaster en Homo erectus: het is zuiverder als de naam zich niet vastlegt op een van de vele mogelijke hypothesen. In 2014 verwierp Ian Tattersall iedere "quadrinominale" naam waarvan het gebruik door de ICZN ook niet geregeld wordt. Hij achtte het goed mogelijk dat het holotype toch een ander taxon betrof gezien de vele verschillen met de andere schedels.
Het Georgische team verwierp nog datzelfde jaar deze kritiek. Men wees erop dat veel aangehaalde verschillen, zoals het afwijkende aantal wortels in de premolaren, notoir variabel zijn tussen individuen. Alle gevonden schedels verschillen nogal van elkaar; als uit iedere afwijking tot een apart taxon geconcludeerd moest worden dan zouden er wel vijf soorten op de in tijd en ruimte beperkte vindplaats aanwezig zijn geweest, wat men bepaald onwaarschijnlijk achtte. Men gaf toe dat het ongebruikelijk was quadrinominale namen te geven, maar het werd door de ICZN ook niet verboden. Het was een bestaande praktijk bij plantennamen om een regionaal voorkomen aan te duiden. Desalniettemin concludeerde Bermúdez de Castro in 2014 dat de kleinere schedels een duidelijk ander groeipatroon toonden en dat het gerechtvaardigd was het holotype als een Homo georgicus te zien. In 2017 concludeerde het team in een studie, voornamelijk gericht op de schedels, dat de variatie in de populatie niet groter was dan bij de moderne mens, hoewel zij niet eenduidig tot Homo erectus behoorde. In 2019 werd dezelfde conclusie getrokken op basis van een onderzoek naar de onderkaken.

## Tafonomie

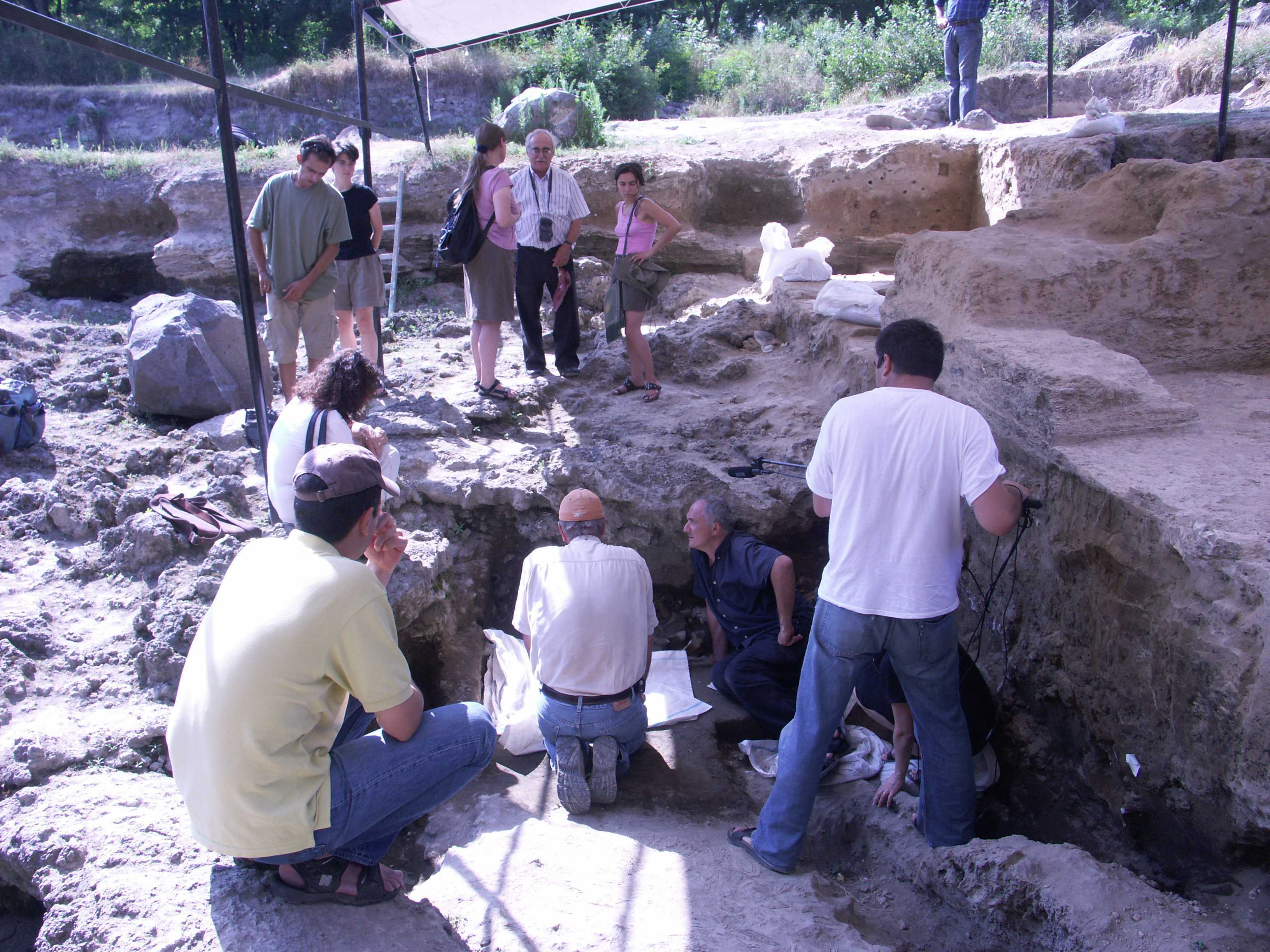
De vindplaats heeft een beperkte omvang; hier de situatie in 2005

De vindplaats bestaat uit twee belangrijke blokken. In Blok II zijn de postcrania gevonden. De botten zijn na het overlijden maar weinig verplaatst en werden snel door sediment bedekt. Een lavastroom van de vulkaan de Emlikli zou de rivieren Mashavera en Pinazauri hebben geblokkeerd en zo een meer gevormd. De fossielhoudende sedimenten zijn tot vier meter dik en worden in zes lagen verdeeld. Onderaan bevindt zich Laag 6, een halve meter dik pakket vulkanische as met een oppervlakte van vijfduizend vierkante meter en maar weinig botten. Van de laag was in 2000 maar honderdvijftig vierkante meter blootgelegd tussen de muren van de ruïnes van een groot klooster. In 2011 was dit uitgebreid tot driehonderd vierkante meter doordat een derde blok werd toegevoegd. Vermoed wordt dat de fossielen zich tot ver buiten de beperkte oppervlakte uitstrekken. Dat werd bevestigd door zes proefsleuven. De as, gelegen op een dikke basaltlaag, is nauwelijks verweerd en werd kennelijk snel bedekt door sedimenten. Lagen 5 en 4 bevatten meer botten in sedimentaire lenzen. Ze worden ook samen als één Niveau IV aangeduid, tweeënhalve meter dik leemzand. De oorspronkelijke onderkaak werd aangetroffen in Laag 5 en het losse derde middenvoetsbeentje in Laag 4. Laag 3 bestaat uit een keiharde carbonaatkorst waarvan aangenomen werd dat die een neerwaartse verplaatsing van fossielen blokkeerde zodat hun hoge ouderdom gegarandeerd was. Laag 2 en 1 vormen een Upper Find Complex. Laag 2 bevat meer botten, voornamelijk niet van mensen, maar vooral een hoop werktuigen. De zeventig centimeter dikke laag bestaat uit grind, ingebed in leemzand. De bovenste laag bestaat uit een halve meter dikke afzetting van caliche. Alle menselijke botten en werktuigen schijnen te zijn afgezet in een beperkte tijdsduur van tienduizend tot honderdduizend jaar. Carolina Mallol publiceerde in 2004 een gedetailleerde studie van de microstructuur van de sedimentlagen.

## Beschrijving

### Grootte

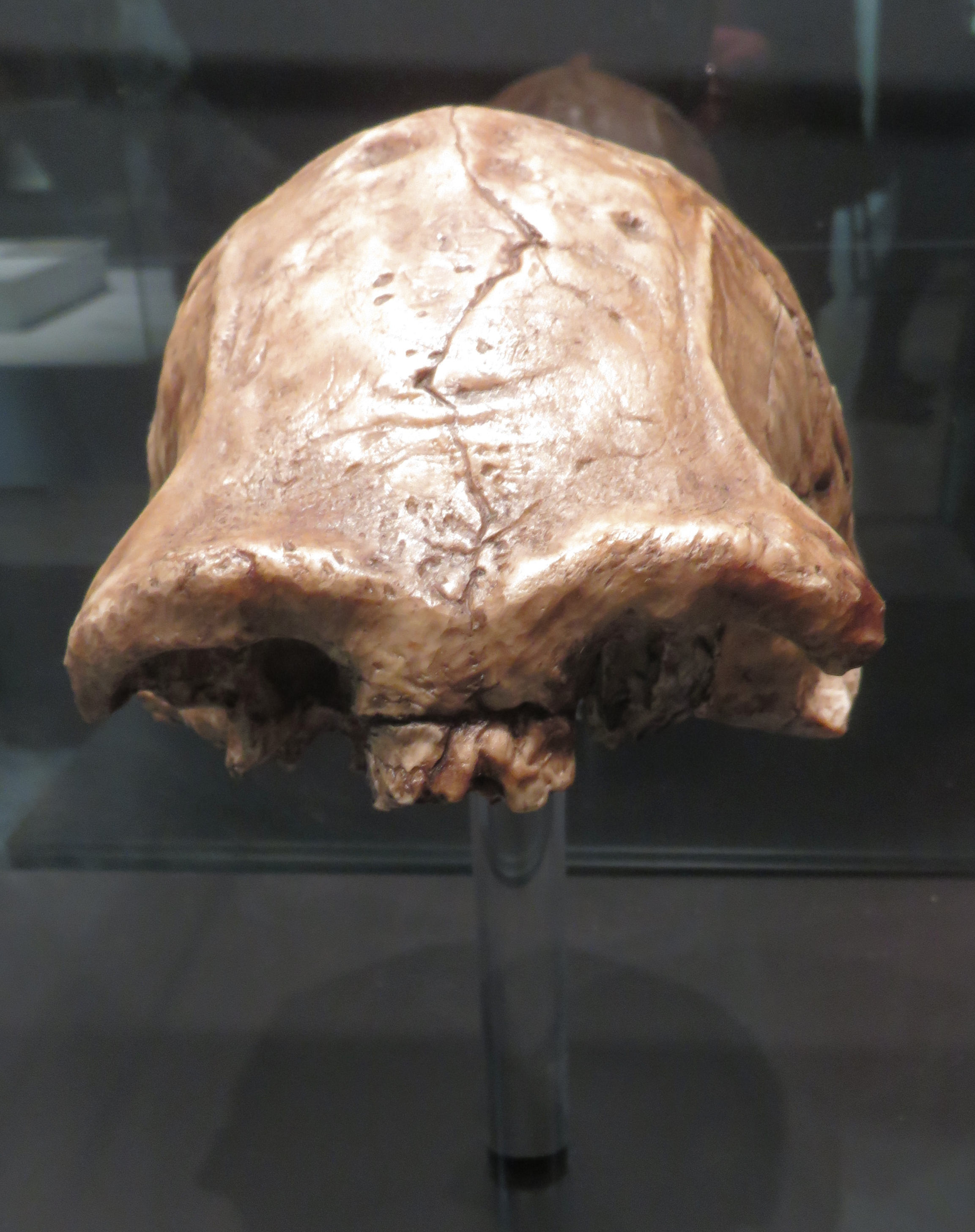
D2280 heeft de grootste herseninhoud

De lichaamslengte van Homo georgicus is lastig te bepalen omdat er geen hele postcraniale skeletten gevonden zijn. Postcrania in verband met Schedel 5 aangetroffen wijzen op een lengte van tussen de 146 en 166 centimeter bij een gewicht van tussen de zevenenveertig en vijftig kilogram. Dat valt binnen de variatiebreedte van de Vroege Homo en laag binnen de variatiebreedte van Homo ergaster en Homo sapiens. Het geringe postuur kan van de Vroege Homo geërfd zijn, maar ook een latere aanpassing zijn aan een kouder klimaat dan waarin Homo ergaster leefde. Het holotype wordt geacht een man te zijn; als een grote mate van seksuele dimorfie wordt aangenomen, kunnen vrouwen een stuk kleiner zijn geweest. Deze dimorfie was dan nog steeds niet groter dan bij andere primaten.
Opmerkelijk genoeg heeft het holotype, ondanks zijn robuuste bouw, de kleinste bekende herseninhoud van 546 cm³; die discrepantie is weer als een argument gezien om een aparte soort te veronderstellen. De andere schedels hebben meer volume met bepalingen van 601 tot 730 of zelfs 775 cc. Dat laatste is met mosterdzaadvulling en een CAT-scan gemeten bij D2280 ondanks dat dit een relatief kleine schedel is. De 546 cc is zelfs laag voor Homo habilis. Het encefalisatiequotiënt van het holotype is niet meer dan zo'n 2,4. In relatie tot de lichaamsomvang heeft H. georgicus dan niet meer hersenen dan Australopithecus. Specimen D2282 is tamelijk zwaar beschadigd, maar een CAT-scan door C. Zollikofer en M. Ponce de Leon suggereerde een herseninhoud van 650 tot 660 cc. Specimen D2700 is een puber met een herseninhoud van ongeveer 600 cm³. Indien die een volwassen leeftijd had bereikt zou het volume wellicht gestegen zou zijn tot 612 cm³. Deze inhouden liggen duidelijk onder het gemiddelde van H. erectus, wel een volle standaarddeviatie, maar duiden op een hoger encefalisatiequotiënt dan bij het holotype, van 2,57 tot 3,13. Zelfs dat valt echter binnen de variatie van Australopithecus.
De schedels zijn in het algemeen kort, binnen het laagste bereik van Homo ergaster vallend. Ze hebben een maximale absolute breedte lager dan Homo ergaster en wat hoger dan de Vroege Homo. De breedte over de wandbeenderen gemeten is gelijk aan Homo rudolfensis (ER 1470). De absolute lengte is ongeveer gelijk aan ER 1470 en lager dan bij de Homo ergaster-specimina WT 15000, ER 3733 en ER 3883.

### Onderscheidende kenmerken

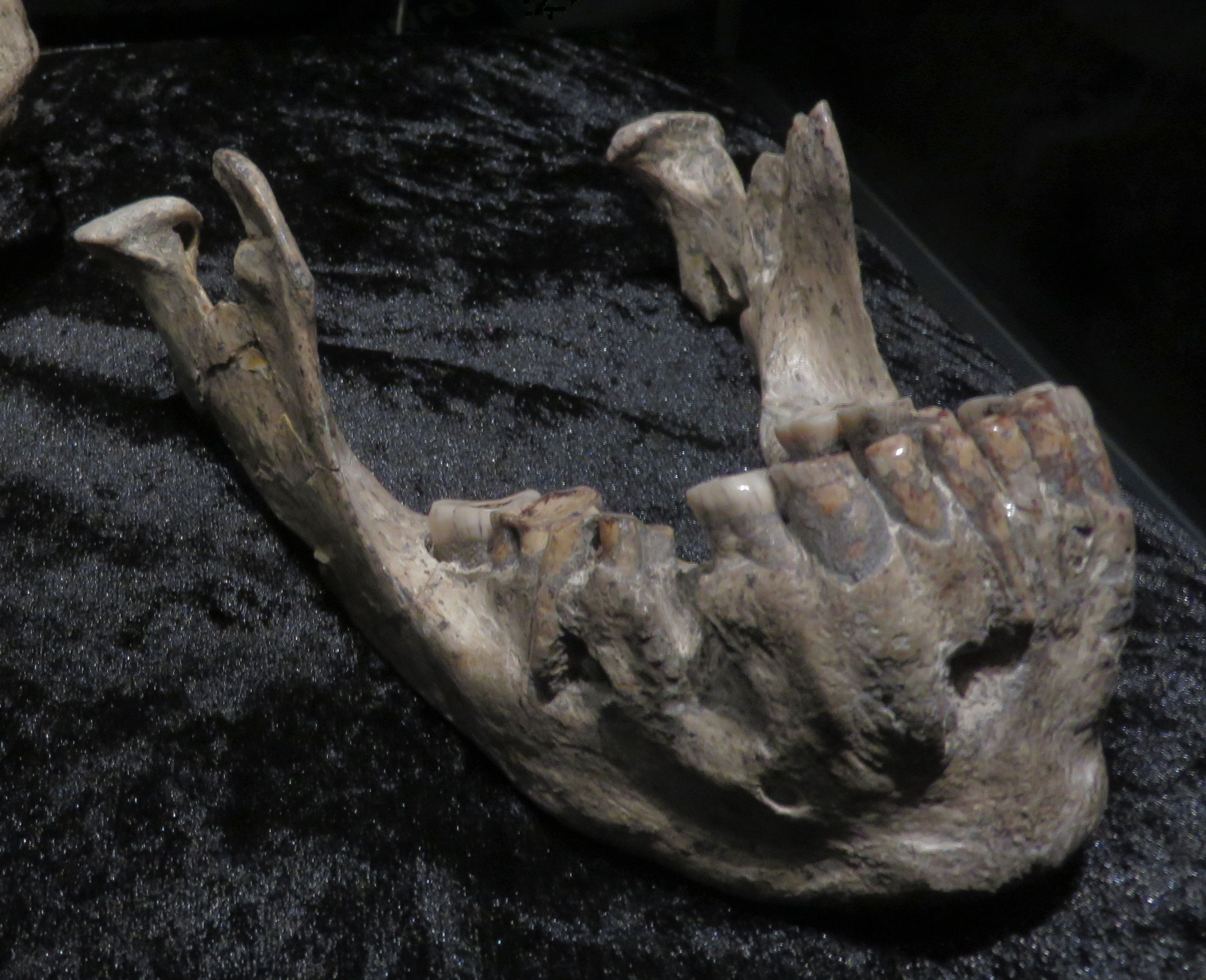
Het holotype D2600

De onderscheidende kenmerken van Homo georgicus zijn lastig aan te geven doordat als het holotype slechts de onderkaak D2600 gebruikt werd. Die verschilt echter in veel opzichten van andere onderkaken in Dmansini gevonden. De verschillen werden in 2002 geweten aan seksuele dimorfie. In 2005 bevestigde Lee dat in dit geval die dimorfie niet groter zou zijn dan bij andere mensachtigen zodat er geen reden was meerdere soorten aan te nemen.
Van andere mensachtigen verschilt de kaak door de grote lengte en hoogte. Vooral de tandrij is opvallend lang en daarvan weer vooral de rij kiezen. De symfyse, voorste verbinding, van de onderkaken is sterk naar onderen en achteren verbreed, in een mate die verder alleen van Homo habilis bekend is waarvan echter de absolute dimensies veel kleiner zijn. Zo heeft Homo georgicus de grootste kinnebak van alle bekende homosoorten. De voorste symfyse heeft veel relief met een grote middenkam, grote onderste tubercula en uitstekende tandkassen van de hoektanden, wat verder alleen bekend is van specimen ER 1802 van Homo rudolfensis. Een andere overeenkomst met die soort is dat de versterkende beenring van de torus mandibularis internus erg hoog is; en dat de binnenkant van de opgaande tak van de kaak sterke aanhechtingsvlakken (bij voorbeeld de crista endocoronoidea en crista pharyngea) heeft voor de kauwspieren zoals de musculus temporalis. Ook het gebit lijkt wat op dat van H. rudolfensis. De onderste hoektanden zijn opvallend groot. De derde premolaar (in het benoemende artikel wat onnauwkeurig als de eerste premolaar aangeduid aangezien de echte eerste en tweede premolaren bij mensachtigen al lang verdwenen waren) is schuin gericht, heeft een duidelijke talonide knobbel aan de achterste binnenkant (linguaal en distaal) en heeft twee duidelijk gescheiden tandwortels (mesiaal en distaal) met een verticale groeve.
D4500, de schedel van het holotype, heeft een voor Homo unieke combinatie van een relatief kleine hersenpan met een sterk prognaat, vooruitstekend, gezicht.
Het holotype heeft de basale opeenvolging in grootte van de onderste kiezen, waarin de derde kies het grootst is en de tweede groter dan de eerste. Sommige exemplaren echter, waaronder D211, hebben de omgekeerde volgorde waarin de eerste kies het grootst is, gevolgd door de tweede. Dit is het oudste bekende voorkomen van dit kenmerk. Het is mede een argument om voor deze exemplaren een apart taxon aan te nemen. Hun derde kies is ook opvallend klein in absolute zin.
Ook de andere schedels tonen unieke kenmerken. Specimen D2280 heeft niet een enkele kiel op het schedeldak zoals gebruikelijk bij H. erectus maar een dubbele. De onderkant van het tympanicum is dun en delicaat gebouwd. De processus supratubarius ontbreekt vrijwel, wat niet ongewoon is bij de Vroege Homo, maar sterk afwijkt van de krachtige kam die zowel Homo ergaster als de Aziatische Homo erectus typeert. Tussen het uitsteeksel in het bovenste kaakgewricht en het tympanicum is de trog van het gewricht nauwelijks verbreed. Bij specimen D2700 is de clivus van het bovenkaaksbeen kort, met een lage wangzone ten opzichte van de breedte van het middelste gezicht. Dit wijkt af van zowel Homo habilis als Homo erectus, maar dit individu is nog niet volgroeid.
De postcrania hebben een enkel uniek kenmerk opgeleverd: de kop van het eerste middenvoetsbeentje is bolvormig met een bovenste versmalling.

### Skelet

#### Schedel

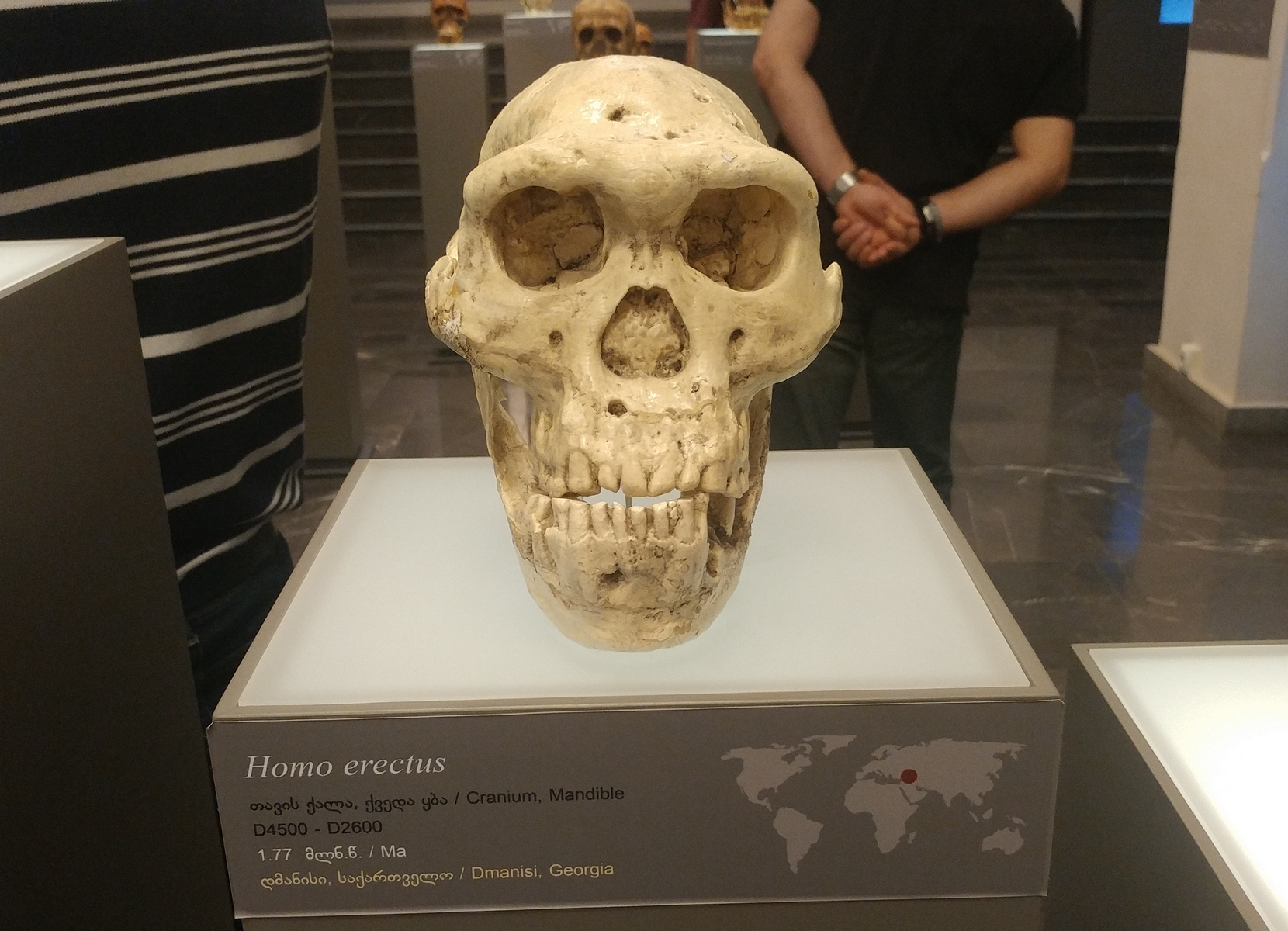
D4500

De schedel van het holotype, D4500, heeft een in volume vrij beperkte hersenpan die laag is, relatief breed en aan de basis langwerpig. Het voorhoofd helt matig naar achteren. De wandbeenderen zijn bultig en vormen over hun achterste helft slechts een lage middenkam of zwelling. De jukbeenbogen zijn krachtig gebouwd. Troggen over de slapen wijzen op een krachtige kauwmusculatuur. De lineae temporales op de slaap staan ver uit elkaar. De bovenste lijnen staan vlak bij de middenlijn, hoger dan bij alle andere bekende specimina van het Homo erectus-complex. Het slaapbeen draagt een opvallende crista mastoidea. Doordat daarnaast de verdieping bij het porion breed is, krijgt de hersenpan in achteraanzicht een ineengedrukte klokvorm. Het achterhoofd heeft een brede bult direct onder het lambda. Doordat ook nog het inion sterk uitsteekt, loopt het planum occipitale vrijwel verticaal terwijl het planum nuchale daaronder slechts een lage hoek van 21° maakt met de Frankfurt horizontal plane, de denkbeeldige lijn die loopt tussen de onderrand van de oogkas en bovenrand van de benige oorgang. De beenring van de torus occipitalis transversus is een stevige structuur en het planum nuchale is diep ingesneden voor spieraanhechtingen. Een tweeplatige kam tussen inion en opisthion suggereert een krachtige nekpees. 

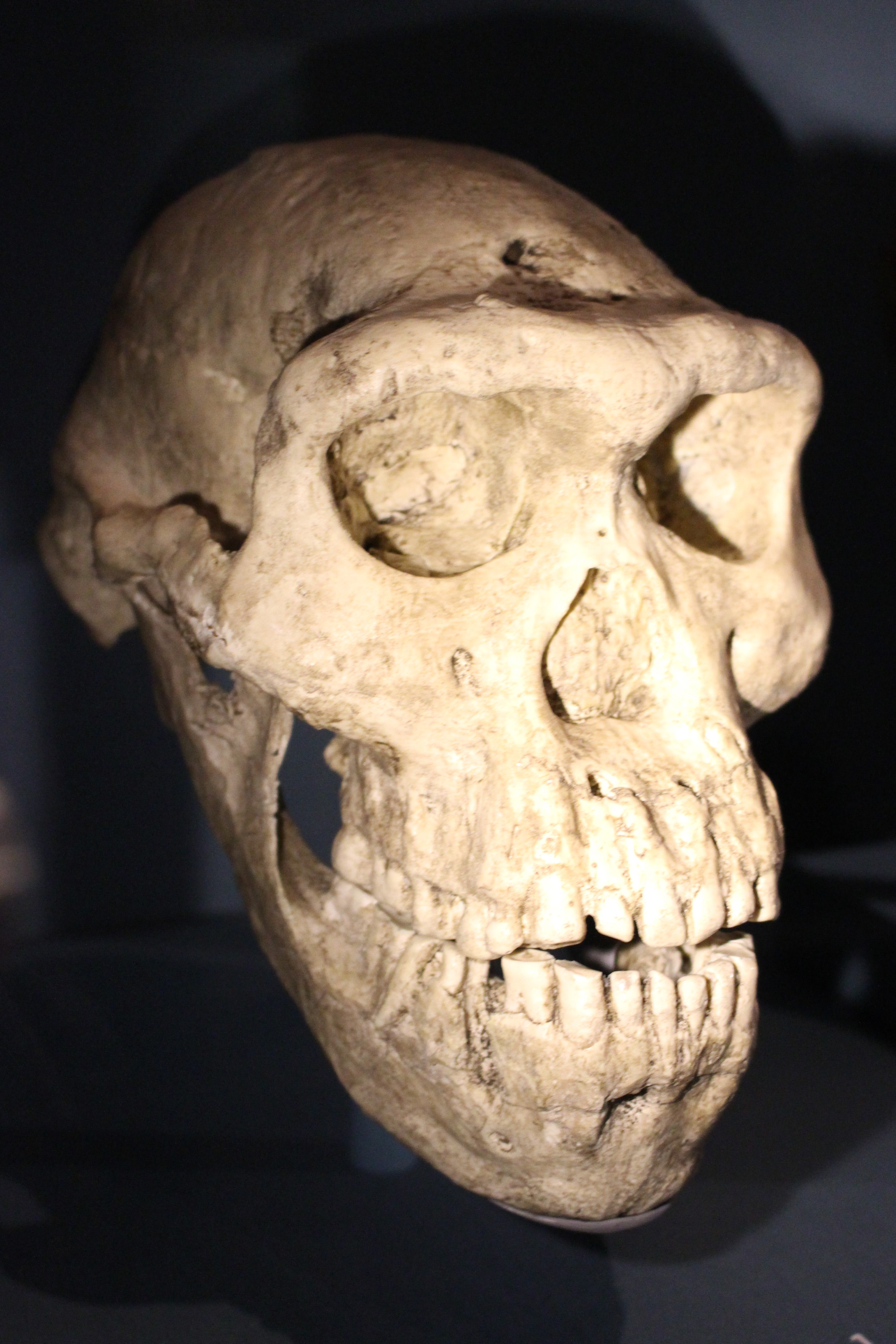
Schedel en onderkaken

Op het verhemelte zijn de processus mastoidei groot en hellen steil naar binnen. Hun onderste uiteinden zijn overdwars toegeknepen tot opvallende platen die naar achteren uitsteken. Het bovenste kaakgewricht steekt ver buiten het niveau van de hersenpan uit tot onder de jukbeenboog. De trog ervan is ondiep en overdwars gericht; de voorste rand ervan is laag en gaat geleidelijk in het planum preglenoideum over, de voorliggende afplatting. Het tympanicum (pars tympanica ossis temporalis) is enorm en heeft een krachtige processus vaginalis, de scherpe omvatting van de basis van de processus styloideus. Het tympanicum loopt naar binnen uit in een robuust bultje, een processus supratubarius. De piramide van het rotsbeen nadert de beenwal van het basioccipitale, wat het foramen lacerum tot een spleet terugbrengt. De punt van de piramide helt 34° naar het midden. Het achterhoofdsgat heeft een ovaal profiel en staat haaks op de Frankfurt horizontal. De schedelbasis maakt een relatief lage hoek van 128° met het gezicht, ook omdat dit zo uitsteekt. De robuuste en krachtige structuren op de schedel, meer ontwikkeld dan bij de andere specimina, zijn een aanwijzing dat het om een man gaat.
De gezichtsmassa is een van de grootste en meest prognate die uit het hele Homo habilis-Homo ergaster-complex bekend is. De zone boven en rond de ogen is enorm en overhangt het gezicht aanzienlijk. De oogkassen worden overkapt door dikke balkvormige wenkbrauwwallen. Niet zozeer een trog, maar een ondiep beenplateau loopt van die wallen naar de welving van het voorhoofdsbeen. Achter de oogkassen bevindt zich een duidelijke insnoering overdwars. De takken van de bovenkaaksbeenderen die de jukbeenderen dragen zijn krachtig gebouwd en waaieren sterk zijwaarts uit. Deze takken zijn aan hun voorzijden verticaal gericht en lopen over in het vlak van de oogkassen. Ze beginnen op posities tussen de eerste en tweede kiezen. Door het hoge en brede gezicht, moeten de beenwallen van tandkassen sterk naar achteren buigen. De bodem van de neusholte wordt bij het neusgat begrensd door een gladde in plaats van scherp naar beneden hellende drempel. De clivus, het beenvlak naast en onder het neusgat maakt een hoek van 42° met het vlak van de tandkassen. Onder het neusgat is de clivus licht hol terwijl de zone boven de voorste tandkassen bol is, de wortels van de hoektanden bedekkend. Die wortels vormen, samen met die van de wat achterwaarts en buitenwaarts liggende derde premolaren, enorme juga, verticale beenstijlen. Er is geen fossa canina. Het foramen suborbitale staat laag, recht boven de derde premolaar. 
Het verhemelte is lang en gewelfd. Het foramen incisivum, de opening tussen de twee voorste dwarshelften, ligt ter hoogte van de vierde premolaar, wat samen zou hangen met de sterke prognatie van kaken en tanden.
In 2013 werden nog twee eigenaardigheden aangegeven die alle Dmanisischedels delen. De breedte van de bovenzijde van het gezicht is gelijk aan de breedte in het midden. De wortels van de hoektanden lopen evenwijdig. Deze kenmerken worden weer gedeeld met Vroege Homo.
Behalve het holotype hebben de Dmanisischedels veel overeenkomsten met Homo habllis s.s. — dus zonder Homo rudolfensis — in de vorm van het achterhoofd en verhemelte. Verder zijn er vooral overeenkomsten met H. ergaster. De hersenpan is laag. Het voorhoofdsbeen is afgeplat. Er is een middenkam. Het gewelf van de wandbeenderen is beperkt in breedte in verhouding tot de schedelbasis. Het kampatroon van de vier hoeken van de wandbeenderen komt overeen. De vorm van de welving van het slaapbeen is gelijkend. Het tepelbeen met bijhorende kammen heeft dezelfde bouw. Het achterhoofd helt. De incisura digrastica en de eminentia juxtamastoidea zijn gelijk geplaatst. De diepte en vorm van het kaakgewricht komen overeen. De as van het rotsbeen heeft dezelfde richting. De neuswortel is verhoogd. De rand van de neusopening helt naar voren. De drempel van de neusopening is glad. De neergaande rand van de processus zygomaticus is gebogen. De canalis incisivus  in het verhemelte is achterwaarts gelegen. Er zijn echter ook verschillen met H. ergaster, met name met het oude exemplaar KNM-ER 3883. Op enkele punten zijn er speciale overeenkomsten met de Oost-Aziatische Homo erectus. De wandbeenderen zijn afgeplat of zelfs ingedeukt. De lineae temporales vormen een afgeronde bult op de hoek van het wandbeen richting het tepelbeen. Het schedeldak is echter duidelijk minder breed bij Homo georgicus en ook de vorm van het gezicht is afwijkend.

#### Onderkaken

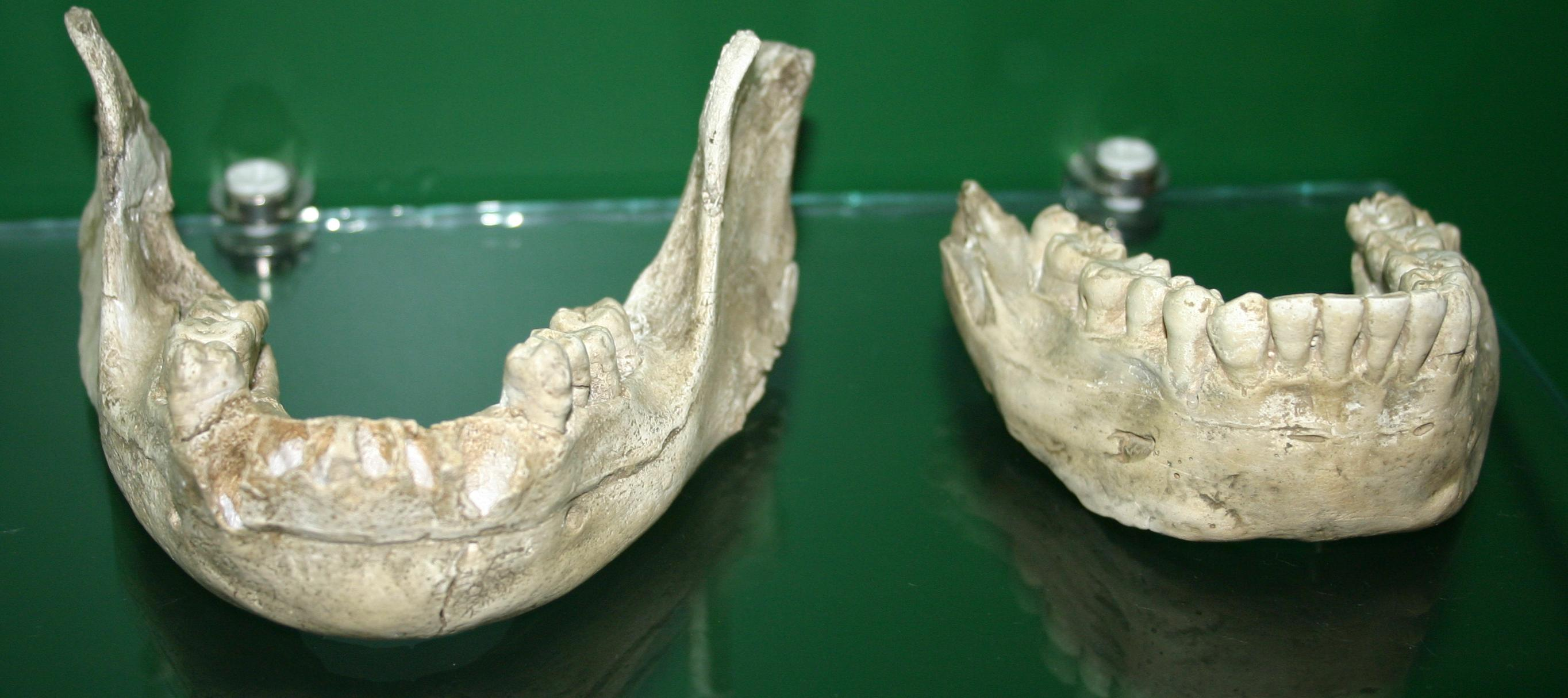
De andere kaken, D 2735 en D 211, zijn veel minder robuust dan het holotype

De mandibula, de gepaarde onderkaken, heeft een meer U-vormig dan parabolisch profiel. Terwijl de bovenkaken naar voren uitsteken, wijkt de symfyse, de voorste samengroeiing van de onderkaken, naar achteren. Zo ontstaat in zijaanzicht een snuitprofiel, lijkend op dat van Australopithecus afarensis, een veel basalere soort. De onderkaak is lang. De rijen kiezen van de gepaarde onderkaken lopen vrijwel evenwijdig. Bij het holotype is de symfyse veel hoger dan bij de andere gevonden kaken. Hetzelfde geldt voor de liggende kaaktak, het corpus, ter hoogte van de derde premolaar of de eerste kies. De horizontale dikte, dus haaks op de botwand gemeten, is echter niet zeer afwijkend. Hierdoor is bij het holotype de kaak maar half zo dik als hoog en in dit opzicht is het typespecimen dus niet zo robuust. In het geheel is D2600 echter massief gebouwd en ook de opgaande tak, de ramus, moet fors geweest zijn.

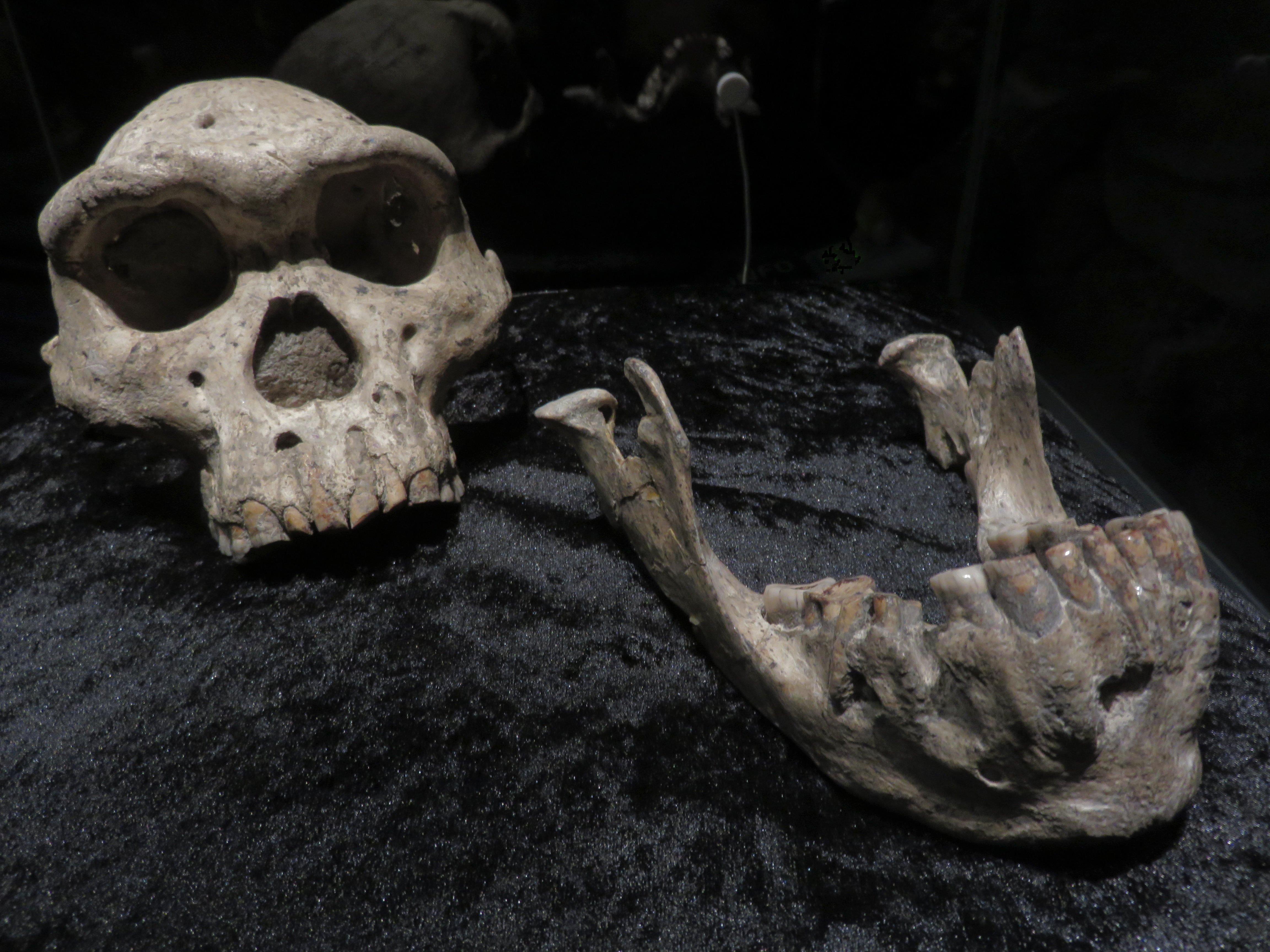
Kop en onderkaken van het holotype

Bovenaan stulpt de symfyse van het holotype wat uit, maar dat kan veroorzaakt zijn door de slijtage van het ondergebit, die ook de tandwortels blootlegde. Er is een heel zwakke centrale verheffing aanwezig als een aanzet van een kin. De voorste bulten die aan weerszijden daarvan aan de kaakrand ontspruiten, steken echter uit en zijn langwerpig. Beenstijlen lopen naar boven rondom de zeer hoge wortels van de hoektanden. Deze zuilen worden nog verdikt door een overloop in de stijlen rond de wortels van de derde premolaren en zijn door een trog gescheiden van de onderrand van de kaak. De trog loopt naar achter door tot onder de eerste kies. De beenring op de buitenkant van de kaak, de torus lateralis superior, steekt matig uit. De rechteronderkaak heeft een enkelvoudig foramen mentale, een opening voor de zenuw, op halve hoogte liggen onder de grens tussen de derde en vierde premolaar. Bij de linkeronderkaak van het holotype echter heeft  dit foramen een dubbele opening.

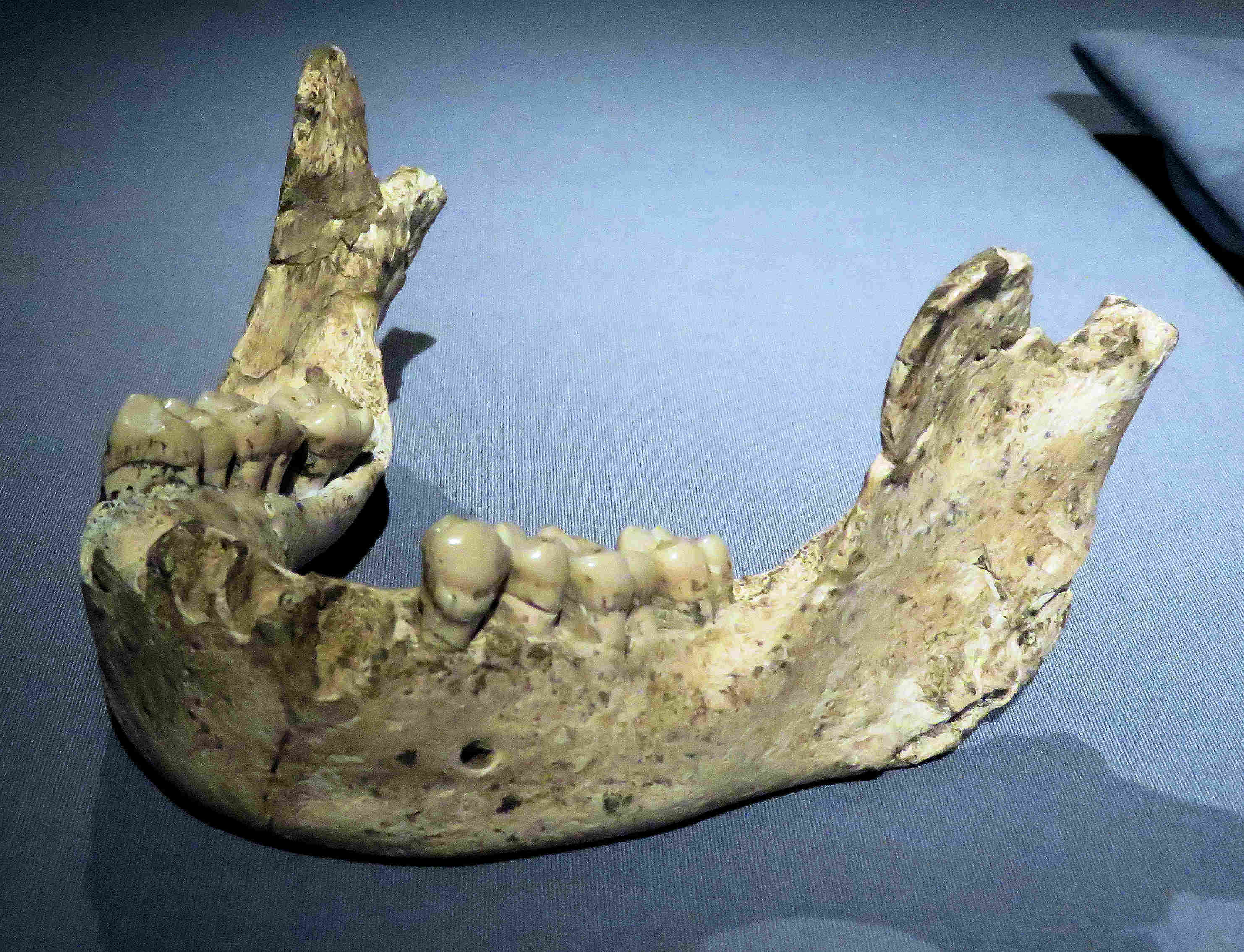
D2735

Aan de binnenkant van de symfyse is het vlak onder de snijtanden uitgehold tot een bekken dat tot aan de derde premolaren doorloopt. De versterkende beenring aan de binnenzijde, de torus transversus superior, bestaat uit een afgerond lage richel. Daaronder bevindt zich een uitholling met verschillende onregelmatige kleine uitsteeksels. De onderliggende beenring, de torus transversus inferior, is tamelijk smal. Deze loopt uit in een plaatvormige spoor die naar achteren uitsteekt. De aanhechting voor de Musculus digastricus heeft slechts een ondiepe afdruk achtergelaten die niet duidelijk is afgetekend. Aan de binnenste onderrand ligt op de middenlijn een paar spinae mentales, kleine uitsteeksels die dienen voor de aanhechting van tongspieren, de bovenste musculus genioglossus en de onderste musculus geniohyoideus. Deze uitsteeksels zijn naar beneden gericht, niet naar achteren.
Bij alle kaken is de binnenwand van de beenwal van de tandkassen gezwollen tot een beenring ter hoogte van de vierde premolaren en eerste kiezen. Onder deze torus is de gebruikelijke horizontale trog het diepst ter hoogte van de eerste kiezen. Onder de tweede en derde kiezen is een duidelijke aanhechtingslijn zichtbaar voor de Musculus mylohyoideus. Deze lijn loopt schuin naar achteren omhoog, geleidelijk verruwend door vele benige knobbeltjes. Die vormen een richel, de binnenrand van een langwerpig hiaat, een centimeter lange retromolar space, tussen de derde kies en de opgaande tak. De beenwal loopt in die ramus over, in een driehoekige torus zoals bij de Pekingmens. Die beenring splitst zich weer in twee kammen, een crista endocoronoidea en een crista endocondyloidea aan de binnenzijde van de bult die het onderste kaakgewricht vormt. De opening van het foramen mandibulare ligt duidelijk boven het niveau van de kauwvlakken van de kiezen.

#### Gebit

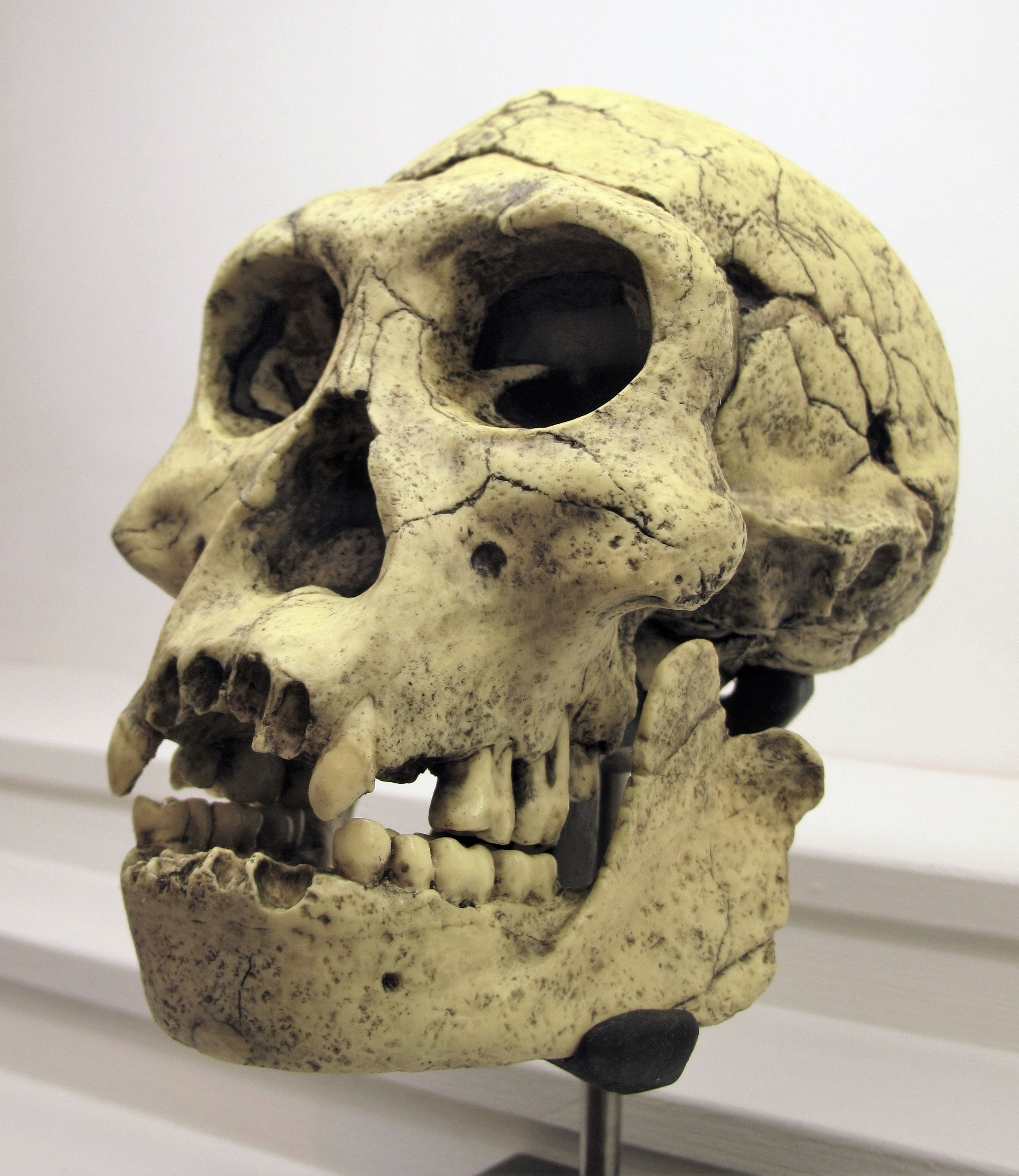
Deze kopie van een schedel van Homo georgicus toont de krachtige en scherpe hoektanden

De onderste voorste tanden van H. georgicus, de snijtanden, de hoektanden en de derde premolaren, zijn relatief groot, net als bij de Afrikaanse Homo habilis en Homo ergaster. Een uitzondering is de onderste tweede snijtand die overdwars vrij smal is. De achterste tanden zijn echter kleiner, vooral de vierde premolaren en tweede kiezen welke die van de neanderthalers in beperkte omvang benaderen. Ook de bovenste tweede snijtand is overdwars wat smal, maar vooral breed in buitenaanzicht. De bovenste hoektanden zijn bijzonder groot in zijaanzicht. De bovenste premolaren zijn klein, maar de bovenste eerste kiezen juist relatief groot; de tweede en derde kiezen zijn dan weer relatief kleiner, vooral in zijaanzicht.
De eerste snijtand is matig spadevormig zoals bij H. ergaster. Zoals bij de Javamens is de binnenzijde bol en is er een verdikking aan de onderste achterkant. De tweede snijtand is matig spadevormig zonder driehoekig profiel. Deze tand is relatief klein zoals bij Australopithecus. De bovenste hoektanden hebben een basale vorm als bij Australopithecus africanus met een scherpe hoofdknobbel, een uitstekende middenkam en zijranden die verdikt zijn tot knobbeltjes. De premolaren zijn variabel van vorm. Bij de bovenste derde premolaar is de buitenzijde vrij steil en recht. De tand heeft bij specimen D2600 twee wortels, zoals typisch voor latere vormen; vroegere soorten hadden er vaak drie. Dat geldt ook voor de schedel van het holotype, specimen D4500. Bij de vierde premolaar zijn de verschillende kammen en zijbultjes goed ontwikkeld, een basaal kenmerk. De binnenste knobbel is even groot als of groter dan de buitenste, zoals bij Australopithecus of Homo habilis, en de kam ervan is vaker gevorkt. Bij schedel 2 heeft de vierde premolaar slechts één wortel. De eerste bovenste kies heeft een vierkant profiel, niet het moderne ruitvormige met verlengde binnenzijde dat na H. erectus opduikt. Het kauwvlak is relatief groot alsmede de vijfde knobbel. Door een meer buitenwaarts gelegen vijfde knobbel, een verkleinde metacoon en een nauwelijks gereduceerde hypocoon heeft de bovenste tweede kies het profiel van een asymmetrisch parallellogram, een basaal kenmerk. Overeenkomsten met Australopithecus en Homo habilis zijn een krachtige vijfde knobbel en bultjes langs de buitenste achterrand. Bij de derde bovenste kies is het kauwvlak sterk gerimpeld, een basaal kenmerk. Deze kies heeft een opvallend kleine absolute omvang. De hypocoon is sterk gereduceerd tot niet meer dan een knobbeltje waarvan er veel aan de distale rand liggen, net als bij Australopithecus.

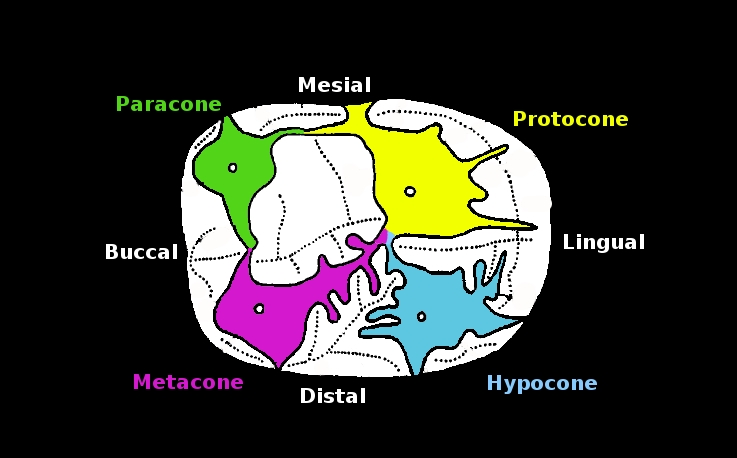
De indeling van het kauwvlak van kiezen bij Hominoidea, aan de hand van een bovenste eerste rechterkies van een mens. "Mesiaal" is in dit geval de kant van de vierde premolaar en "distaal" de kant van de tweede kies. "Buccaal" is de zijde van de lip, "linguaal" de zijde van de tong

De eerste onderste snijtand heeft een basale spadevorm; afgeleid is de bolling aan de binnenkant. De tweede onderste snijtand heeft een wat asymmetrisch profiel zoals bij Homo habilis en Homo ergaster. Ook hier is er weer een afgeleide binnenste bolling als bij H. erectus. De onderste hoektand heeft een basale vorm en lijkt nog het meest op die van Australopithecus. De opvallende middenkam begrenst diepe troggen aan de mesiale en distale zijden en de hoektand lijkt aldus niet op een snijtand, anders dan bij latere vormen. De onderste derde premolaar heeft een basale asymmetrische vorm met een opvallend talonide aan de binnenste en buitenste achterzijde. De tand heeft een dubbele wortel die duidelijk gesplitst is; er is dus geen half versmolten Tomes' root aanwezig zoals meer typisch voor Homo. De vierde premolaar heeft een basale asymmetrische vorm met een complex kauwvlak en opvallende extra knobbels aan de binnenzijde van de taloniden. Matig afgeleid is de molarisering die typisch is voor de vroege Homo erectus, sterker dan bij latere soorten waar de extra knobbels beperkt zijn tot de binnenzijde van de tandkroon. Hoewel het talonide vrij klein is heeft het kauwvlak een sterke verbreding. Er is geen continue dwarskam. Het kauwvlak van de onderste eerste kies heeft een Y-patroon. De voorste trog is basaal driehoekig als bij H. ergaster en gaat geleideijk over in de mesiale rand, niet abrupt zodat een diepe put gevormd wordt als bij H. erectus s.s. Een overeenkomst met die late vorm is echter een mesiale trigonide kam tussen metaconide en protoconide. Bij specimen D211 buigt de distale trigonide kam af in een rimpel, een zeldzaam kenmerk. Bij sommige exemplaren heeft de eerste kies een krachtig gevormd protostylide, een verdikte rand onder het protoconide. Dat kan een overgang zijn van de situatie bij Australopithecus waar de tweede kies het krachtigste protostylide heeft naar de moderne toestand waar juist de tweede kies de kleinste rand bezit. Het kauwvlak van de tweede onderste kies heeft soms een +-patroon, het oudste bekende voorkomen van dit verschijnsel. Deze kies heeft een distale trigonide kam, een vrij zeldzame toestand. De derde kies heeft zeven knobbels, een basaal kenmerk. Er is een Y-patroon van het kauwvlak. Anders dan bij de eerste en tweede kiezen staat het knobbeltje van het hypoconulide meer distaal dan buitenwaarts. De derde kies heeft een krachtige distale trigonide kam, soms afbuigend in een rimpel.

#### Postcrania
De postcrania, de delen "achter" de schedel, van Homo georgicus, tonen een mengeling van basale en afgeleide kenmerken. De basale, "primitieve", eigenschappen omvatten een geringe lichaamsgrootte en een opperarmbeen dat niet om zijn as gewrongen is. Afgeleide, "geavanceerde", eigenschappen omvatten lichaamsverhoudingen die lijken op de moderne mens waaronder lange onderbenen. In 2017 was het aantal bekende postcrania opgelopen tot een honderdtal.
Op het schouderblad ligt het schoudergewricht relatief hoog, zoals bij australopitheken. De zone rond het ravenbeksbeen is basaal gebouwd met een scherpe hoek met het schoudergewricht en een korte en brede processus coracoideus. De vorm ligt buiten de moderne variatiebreedte en lijkt meer op die van basale mensapen. De hoek tussen schoudergewricht en de spina scapulae en de breedte van de spina hebben lage waarden voor moderne mensen en zijn meer normaal voor Homo ergaster. Een sleutelbeen van een puber is relatief kort, maar binnen de variatie van Homo sapiens. De dwarsdoorsnede van het sleutelbeen is tamelijk rond, een modern trekje: bij Homo ergaster is de doorsnede meer ovaal.

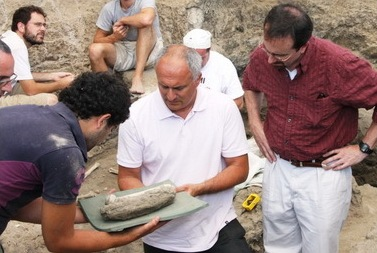
Een gevonden opperarmbeen

Het opperarmbeen is opvallend recht. De beenstijl, of epicondyle, naar de buitenste onderste gewrichtsknobbel staat relatief hoog. Dat is normaal voor mensachtigen van die ouderdom, maar verschilt van moderne mensen. De schacht van het opperarmbeen is nauwelijks om de lengteas gewrongen. Aan de mate van wringing worden vaak verreikende conclusies verbonden over het klimvermogen, het vermogen tot werpen of de kracht die gezet kan worden bij het stoten met speren.
Slechts vijf wervels verschaffen informatie over de bouw van de wervelkolom die in het algemeen meer op die van afgeleide vormen lijkt dan van australopitheken. Bij de draaier, de tweede halswervel, helt het bovenste gewrichtsuitsteeksel overdwars naar beneden zoals bij basale mensapen en australopitheken, maar het doornuitsteeksel is kort en smal zoals bij australopitheken en moderne mensen. Bij alle wervels zijn de ruggenmergkanalen overdwars breder dan lang. De facetten van de gewrichtsuitsteeksels zijn gericht als bij moderne mensen. De tiende borstwervel en eerste ledenwervel zijn overdwars verbreed. De tiende borstwervel loopt naar voren wigvormig toe, de eerste lendenwervel iets wigvormig naar achteren.
Het bekken is volledig onbekend. Er zijn van een rechterbeen van een volwassen exemplaar een dijbeen, knieschijf en scheenbeen gevonden. Het dijbeen is 386 millimeter lang, het scheenbeen 306 millimeter.
Specimen D4167 is een dijbeen robuuster dan bij de Vroege Homo. De linea aspera, de richel die verschillende spiergroepen aan de achterkant begrenst, is goed ontwikkeld. De FNI (femoral neck index), de dikte van de binnenste beenwand van de dijbeennek gemeten in relatie tot de totale breedte van de nek, is gelijk aan de waarden bij de Vroege Homo, maar ligt onder die van moderne mensen. De schacht is maar iets naar voren gewrongen en de trochanter minor is dus maar weinig naar de binnenrand verplaatst. De mergholte is vrij nauw vergeleken met Homo sapiens, wat normaal is voor het hele Homo erectus- complex. De rechte schacht duidt op X-benen zoals bij alle Hominini. De lijn tussen de onderste gewrichtsknobbels maakt dus een hoek met de schacht. De hoek is hier normaal voor australopitheken en de Vroege Homo, maar ligt in de bovenste variatiebreedte voor moderne mensen. Knieschijf D3418 heeft een grotere binnenrand dan buitenrand, wat zeldzaam is bij moderne mensen. Scheenbeen D3901 is uitzonderlijk gaaf. Het scheenbeen is robuust. De bovenste en onderste gewrichtsvlakken alsmede de malleolus boven de enkel zijn relatief groot. De breedte van de middelste schacht komt overeen met die van de Vroege Homo. De wringing van de schacht is gelijk aan die van moderne mensen, maar het scheenbeen staat schuiner op het dijbeen, een "hypermodern" trekje.
Er zijn ook botten gevonden van enkel en voet. Het sprongbeen D4110 heeft een krachtige en overdwars verbrede nek, maar is langwerpiger dan bij moderne mensen. De horizontale hoek van de nek is scherp zoals bij Homo sapiens. De bult van het tuberculum mediale steekt sterk uit en de groeve voor de pees van de musculus flexor hallucis longus is diep. Deze spier zorgt bij bipedale mensachtigen voor een belangrijk deel van de afzet van de voet over de grote teen. De groeve loopt wat schuin zoals bij basale mensapen; bij moderne mensen is de oriëntatie meer verticaal. De gevonden eerste middenvoetsbeenderen zijn relatief kort en robuust, zij het nog binnen de moderne variatiebreedte vallend. De kop ervan heeft een bouw die uniek is voor alle bekende mensapen: bolvormig, met een versmalling van de bovenste breedte van het gewrichtsvlak. De gevonden derde middenvoetsbeenderen hebben een moderne vorm met een rechte schacht, een grote mate van wringing, en grote mate van verbreding van de zool naar de voorzijde gemeten. Het vijfde middenvoetsbeen is kort en met een voor moderne mensen vrij lage dwarsdoorsnede in het midden van de schacht.

### Haar en huidkleur
Zijn fylogenetische positie en zijn habitat kunnen wat aanwijzingen geven over het uiterlijk van Homo georgicus. Als hij direct afstamt van Homo habilis, kan hij sterk op een moderne basale mensaap hebben geleken met een vrij dichte vacht en een matige pigmentatie. Het is wel aangenomen dat Homo habilis langere tijd in Afrika de koelere beboste hooglanden bleef bewonen terwijl Homo ergaster over de hete savanne trok en een naakte zwarte huid ontwikkelde. Een dichtere vacht zou het mogelijk gemaakt hebben noordelijker gebieden te koloniseren zonder vuur te beheersen. De geringere zonnekracht zou een blankere huid hebben opgeleverd die ook eenvoudiger vitamine D kon aanmaken om rachitis te voorkomen. Het basale uiterlijk zou zijn versterkt door een klein postuur, een kleine hersenpan en een snuitvormig gezicht.

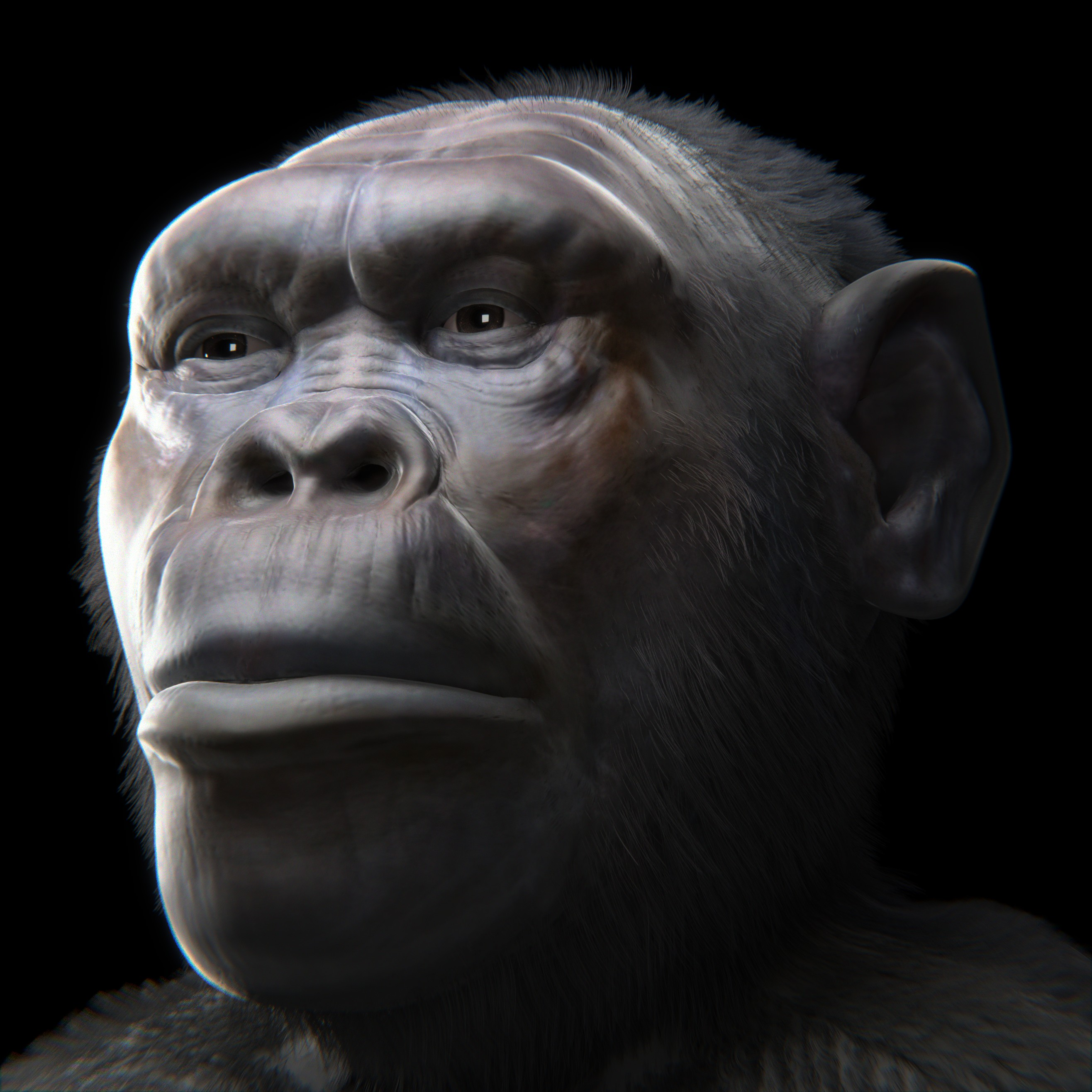
Homo georgicus kan een basaal uiterlijk hebben bezeten

Als Homo georgicus echter afstamt van Homo ergaster kan hij daarvan een naaktere en zwaarder gepigmenteerde huid geërfd hebben. Die kan overigens in een beperkt aantal generaties lichter en behaarder zijn geworden zoals ook moderne Europese populaties overkwam.

## Fylogenie

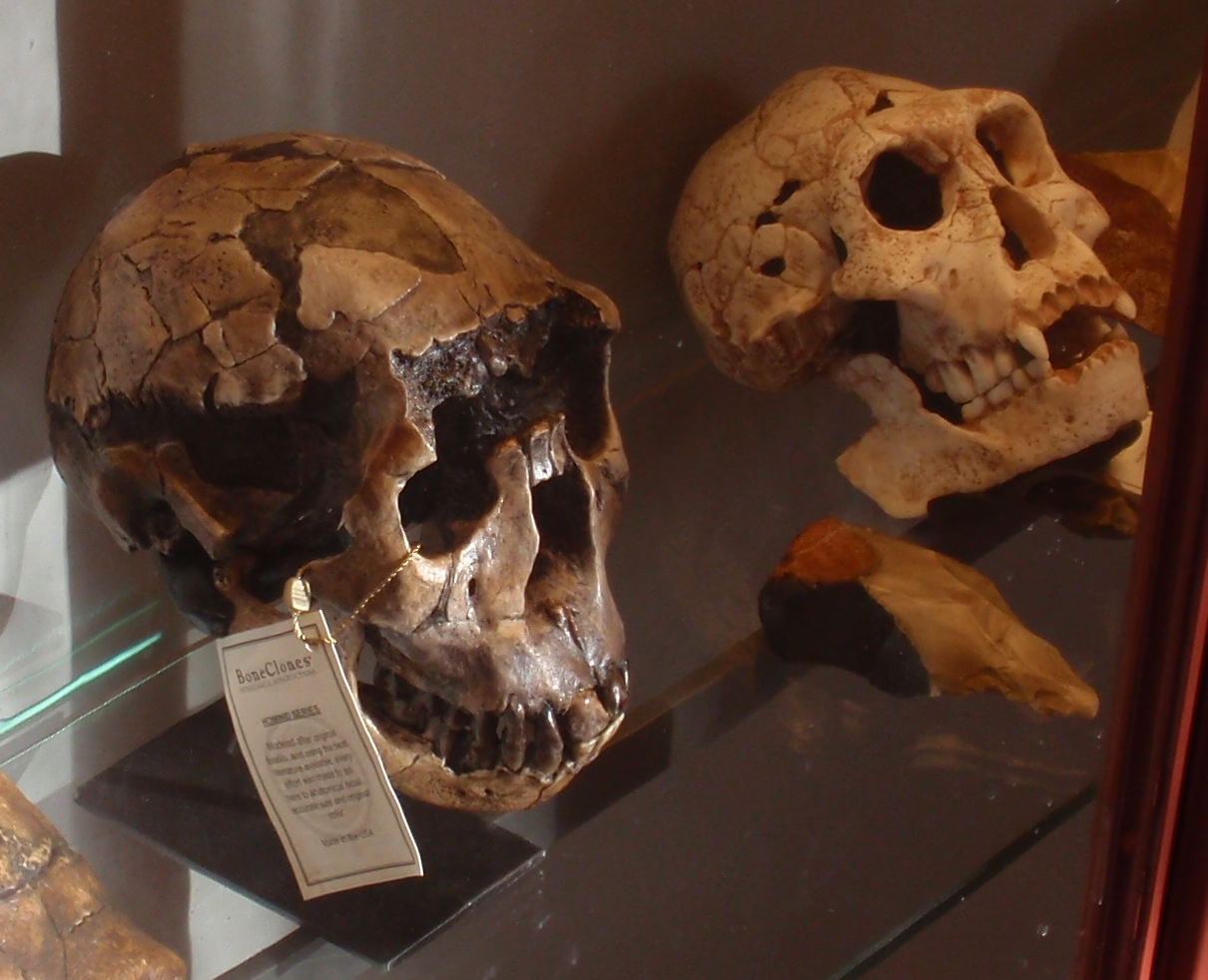
De Turkana Boy met Homo georgicus vergeleken

De meeste paleontologen hangen sinds de jaren zeventig het Out of Africa-model aan, waarin de mens in Afrika ontstaan is en van daaruit Eurazië koloniseerde. Het was toen reeds bekend dat in ieder geval Homo erectus Azië ruim een miljoen jaar geleden al bereikt had. Toen de fossielen in Dmanisi ontdekt werden, met een leeftijd van 1,8 miljoen jaar en in een gebied dat relatief dicht bij Afrika ligt, lag de gedachte voor de hand dat zij de allereerste invasie vertegenwoordigden die zo rond de twee miljoen jaar geleden via de Levant, ofwel de "Levantijnse Corridor", Azië bereikt zou hebben. De Kaukasus kan als een gunstige uitvalsbasis gediend hebben voor verdere kolonisering. In 1999 concludeerde Gabunia dat de schedels inderdaad een bouw hadden die ze geschikt maakte als voorouderkandidaat van de Aziatische H. erectus. De vele overeenkomsten met Afrikaanse vormen lijken de herkomst uit Afrika te bevestigen. 
Al meteen werd echter duidelijk dat de Dmanisimensen misschien niet simpelweg de overgang waren tussen H. ergaster en de Aziatische H. erectus. Ze waren ouder dan veel Afrikaanse vondsten en daarbij erg basaal. Homo ergaster moet direct of indirect voortgekomen zijn uit eerdere soorten van Homo, die wel onder de noemer "Vroege Homo" worden gevat, of uit late soorten van Australopithecus. Dit suggereert dat de Vroege Homo als eerste Afrika verliet, daar zich tot Homo georgicus ontwikkelde waarna die weer naar Afrika trok. Gabunia stelde dit scenario voor in 2001 en 2002. Het werd in de studie van Rightmire uit 2017 weer als mogelijkheid geopperd, als anagenese tussen Homo habilis en Homo erectus. In 2006 werd gesuggereerd dat de Dmanisimensen een soort voorouderfase vertegenwoordigden die zich eerst in Afrika ontwikkelde en daar een tak voortbracht die naar Azië verhuisde en toen wellicht uitstierf terwijl een andere tak Homo ergaster werd die daarna opnieuw Azië koloniseerde.
De vondsten uit Dmanisi hebben namelijk een morfologie die zowel lijkt op H. erectus als op vertegenwoordigers uit de H. habilis / H. rudolfensis / A. sediba-groep. Zo is bijvoorbeeld het hersenvolume duidelijk kleiner dan van H. erectus. Het ligt tussen 545 cc en 775 cc en valt daarmee binnen het bereik van de zojuist genoemde groep (met uitzondering van A. sediba). Deze ligt namelijk tussen 510 cc en 750 cc. Het gebit, vooral de premolaren, de smalle tweede snijtand en de grote hoektanden, lijkt het meest op dat van Homo habilis. De lichaamslengte, circa 145 centimeter tot 166 centimeter, ligt tussen die van H. habilis en de typische vertegenwoordigers van H. erectus. De vorm van onder- en bovenkaak, de boog waarin de tanden staan, lijkt echter meer op die van H. erectus. Ook de forse beenkammen boven de ogen doen onmiddellijk denken aan H. erectus. Binnen de Dmanisi-fossielen is tussen de individuen een grote variatie aan eigenschappen te zien, in beide richtingen. In 2013 werd gesteld dus dat zij eigenlijk vertegenwoordigers zijn van een overgangsvorm van een vroege vorm van Homo, waartoe H. habilis behoort, en H. erectus, deze verbindend in een process van anagenese. Er zou dan geen splitsing zijn geweest, maar slechts wat variatie tussen geografisch gescheiden populaties, paleodemen.
In Dmanisi zijn alleen stenen werktuigen gevonden van het Oldowan-type. Dit is een andere aanwijzing dat deze mensen nog niet verder ontwikkeld waren tot H. erectus die in Afrika meer geavanceerde werktuigen gebruikte.

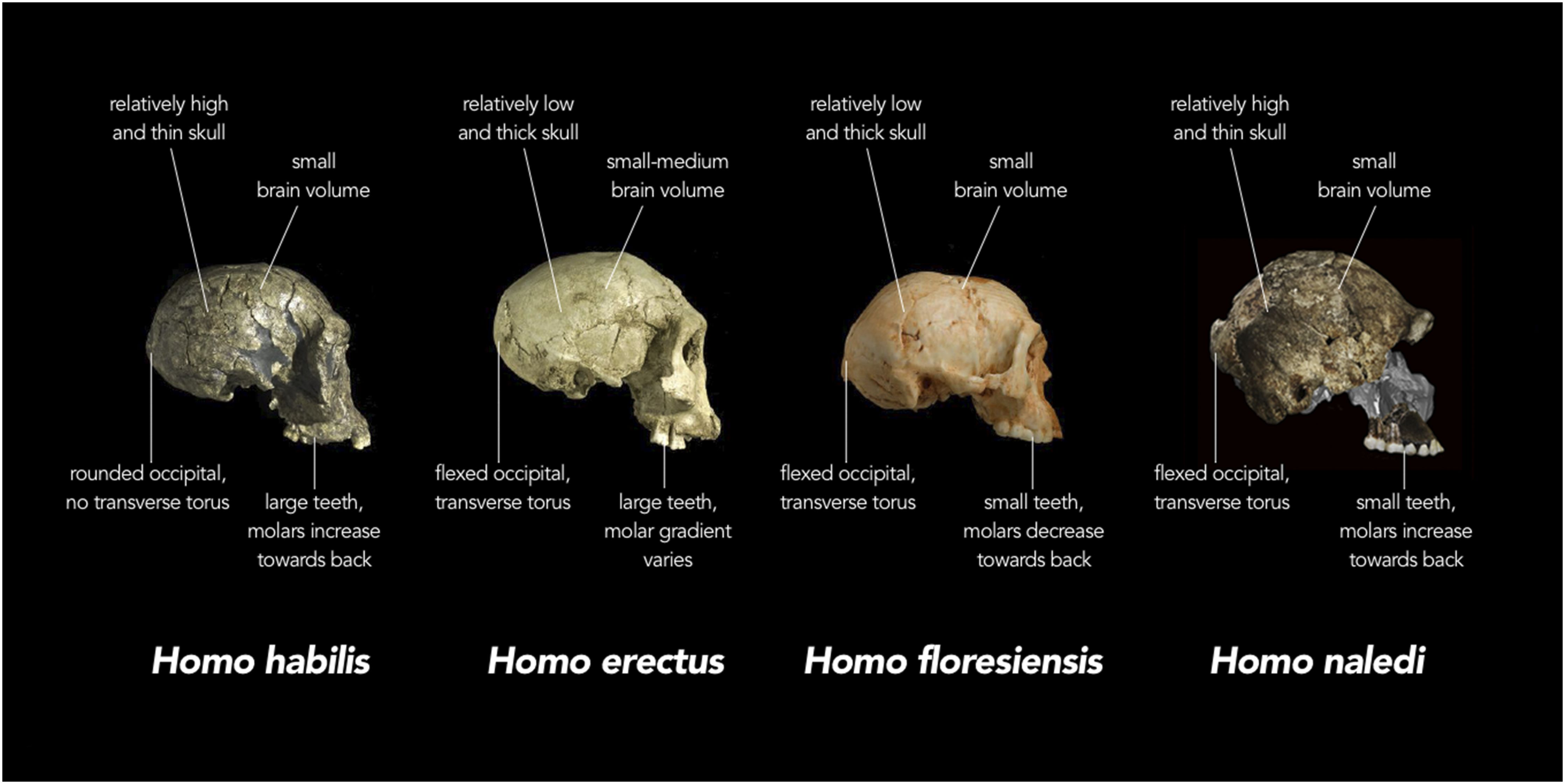
Schedel D2700 (hier Homo erectus genoemd) vergeleken met andere mensensoorten

Niet alleen in Europa, maar ook in Azië is iets dergelijks aangetroffen. De vroege vormen van H. erectus aldaar, zoals de Lantianmens uit Gongwangling (China) en Modjokerto (Java), hebben een hersenvolume dat nauwelijks dat van H. habilis overtreft, namelijk 780 cc (Lantian). Zij doen, net als de vondsten van Dmanisi, denken aan een primitieve overgangsvorm tussen de vroege verschijningsvormen van Homo in Afrika en H. erectus. Door Weidenreich en Von Koeningswald werd in de vorige eeuw gesproken over Pithecanthropus robustus respectievelijk Homo modjokertensis, voor de forse en primitieve H. erectus uit de Djetis-lagen van Java. Dit om het verschil aan te geven met de typische vertegenwoordigers van H. erectus (Javamens) uit Trinil en Solo en de H. erectus uit Zhoukoudian (China). In deze context kunnen ook genoemd worden de zeer robuuste Homo erectus meganthropus uit Java en de raadselachtige dwergvorm, de Floresmens. Mogelijk zijn beide direct uit een dergelijke overgangsvorm ontstaan. Hoewel de Floresmens het overleefd heeft totdat H. sapiens verscheen, heeft deze zich niet veel verder ontwikkeld. Hetzelfde zou kunnen gelden voor Homo naledi uit Zuid-Afrika. De aanwezigheid van deze overgangsvormen naar H. erectus in verschillende werelddelen, en de doorontwikkeling richting de moderne mens die daar zichtbaar is, wordt door aanhangers van het multiregionaal model aangevoerd als een belangrijk argument voor hun hypothese.
Om zulke vraagstukken ten aanzien van de verwantschap op te lossen is de exacte methode van de kladistiek ontwikkeld die de fylogenetische positie kan vaststellen door die evolutionaire stamboom te berekenen die het minste aantal veranderingen vereist en dus het waarschijnlijkst is. Kladistische analyses tonen de Dmanisimensen meestal of ergens basaal in Homo erectus s.l. of tussen Homo habilis en Homo ergaster in. Omdat ze elkaar tegenspreken bieden ze dus nog steeds geen definitieve oplossing, de kwalitatieve overwegingen bevestigend.
Behalve de bouw van de skeletten kunnen ook de eiwitten op deze manier geanalyseerd worden. In 2019 werd een studie gepubliceerd die de gegevens van de proteomen van tand D4163 verwerkte. Omdat van zulke proteomen er niet te veel bekend zijn uit het Homo erectus-complex was de uitkomst niet nauwkeuriger dan dat de Dmanisimensen meer afgeleid staan dan de chimpansees en basaler dan de neanderthalers of de moderne mens, waarover al consensus bestond.

## Levenswijze

### Habitat
De invasie van mensachtigen in Voor-Azië maakte wat grote zoogdieren betreft geen deel uit van een grote faunal exchange met Afrika want de faunae van de beide gebieden verschilden twee miljoen jaar geleden aanzienlijk. Het is een raadsel waarom niet meteen tot in Europa werd doorgedrongen; wellicht dat klimaatomstandigheden of grote roofdieren dat tegenwerkten. Ten noorden van de Kaukasus waren twee miljoen jaar geleden de Zwarte zee en Kaspische zee met elkaar verbonden zodat dit een blokkade vormde in noordelijke richting.
In 2013 werd gesteld dat de vindplaats kort na 1,85 miljoen jaar geleden door mensen bewoond werd en dat deze bewoning tot zeker 1,77 miljoen jaar geleden werd voortgezet. Gezien het vrij hoge niveau van morfologische variatie zou de populatie niet kleiner kunnen zijn geweest dan zo'n tienduizend individuen. In 2005 werd door de Lumley nog gedacht dat het een klein groepje betrof dat door een vulkaanuitsbarsting vernietigd werd.
Het leefgebied in de Kaukasus kende een grote variatie in landschap, neerslag en vegetatie. De toegang tot vers water en de verschillende dieren en planten die konden worden gegeten zouden de habitat tot een aantrekkelijk woongebied voor mensachtigen hebben gemaakt. Het gebied ligt op 41 °N. Het klimaat was gematigd en tamelijk vochtig. Er waren bossen, rivierbossen op oevers, graslanden met plukjes bomen en rotsheuvels met struiken. De winters moeten relatief koud zijn geweest, heel anders dan de omstandigheden in Oost-Afrika waar de populatie verondersteld wordt recentelijk uit gemigreerd te zijn, met hete en droge savanne's. De temperatuur ligt tegenwoordig 17 °C onder dat van Oost-Afrika. Het klimaat was indertijd echter milder dan het huidige Georgië, meer een middellandsezeeklimaat. 

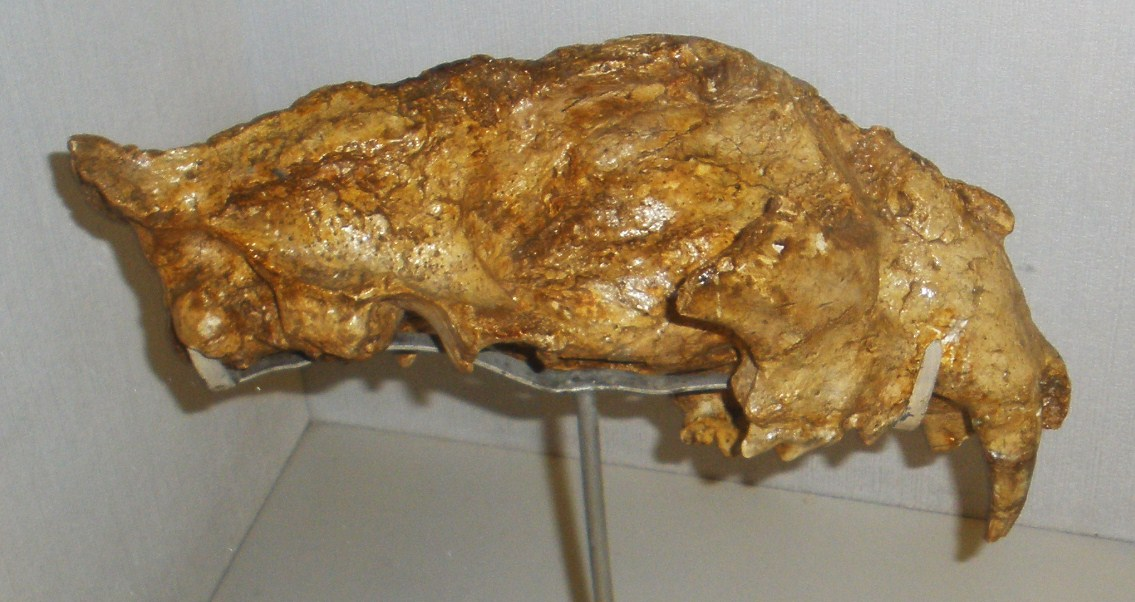
De Europese jaguar

De gevonden botten van dieren, ruim tweeduizend, wijzen erop dat de Dmanisimensen regelmatig vlees aten, hoewel snijsporen relatief zeldzaam zijn. Ruim driekwart van de fossielen bestaat uit herten wat wijst op grote bossen. Herten zijn voor de hand liggende prooidieren voor mensen. Er zijn verschillende soorten die vermoedelijk overeenkomen met de vegetatiezonering in gebergten. Opvallend is dat zwijnen geheel lijken te ontbreken. Karkassen van aan ziekte bezweken dieren tonen snijsporen en de mensen waren kennelijk in staat aaseters van de kadavers te verjagen. De botten waren ook aangevreten door roofdieren, maar niet in een mate die wijst op een belangrijke aanwezigheid van hyena's. De vindplaats is geen hyenahol. Slechts zo'n 7% toont überhaupt bijtsporen. Desalniettemin is wel geopperd dat de sterke concentratie aan menselijke fossielen — de meeste schedels werden binnen een afstand van een paar meter van elkaar gevonden — veroorzaakt zou kunnen zijn doordat een katachtig roofdier de resten in zijn hol verzamelde. Een andere verklaring is dat in de sedimenten tunnels ontstonden waarin fossielen uit hogere lagen zich concentreerden. Dit zou overigens de datering niet in belangrijke mate hebben verstoord. Dat Homo georgicus vaak vlees at, is gezien als een aanwijzing dat de Vroege Homo dat ook deed.
Primaten kunnen niet op een dieet van louter vlees overleven; de meeste energie moet uit plantaardige koolhydraten en vetten gehaald worden, willen hun nieren het niet begeven. In 2005 werd door Marie-Antoinette de Lumley een krachtige kauwfunctie aangenomen voor het verwerken van plantenmateriaal. Daartoe wees zij op de lange tandrij die 55 tot 60% van de onderkaaklengte beslaat. Een hoge beenring of torus versterkt de binnenzijde van de kaak. De zuilen van de onderste hoektanden zijn sterk ontwikkeld. Structuren op de binnenzijde van de opgaande tak van de onderkaak wijzen op sterke slaapspieren. De tanden zijn vooral vooraan versleten wat wijst op hard en vezelrijk voedsel zoals noten en wortels. De aanzet van de jukbeenboog loopt overdwars over op de hersenpan, met de bovenzijde een grote en diepe horizontale trog begrenzend, de sulcus processus zygomatici, voor het geleiden van de meest aangespannen vezels van een krachtige kauwspier. De bovenste kam voor die spier is weliswaar zwak ontwikkeld, maar de onderste aanhechtingspunten suggereren een aanzienlijke spiermassa. De onderrand van de jukbeenboog is dik als aanhechting van een krachtige musculus masseter.

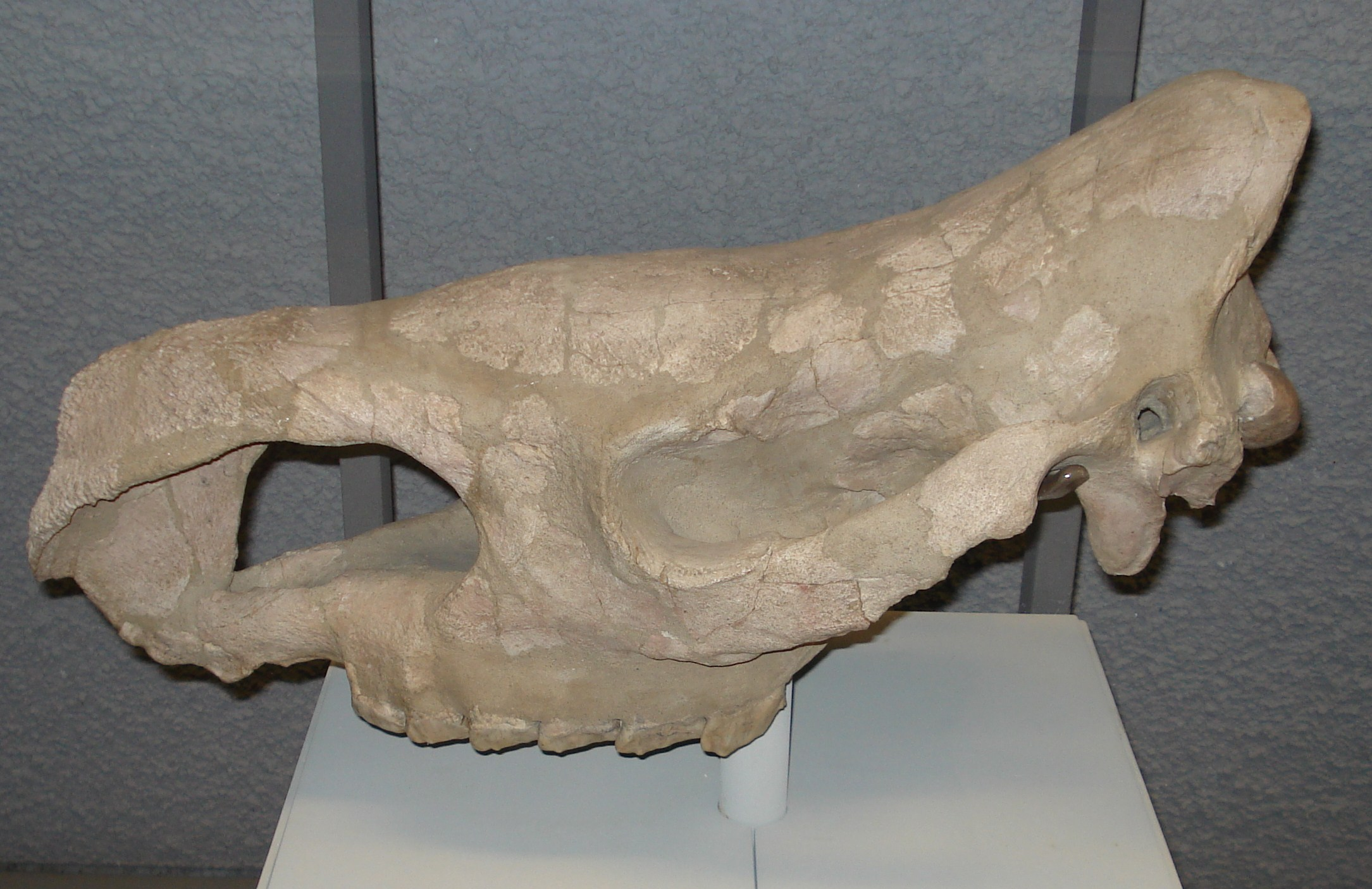
Stephanorhinus etruscus

De aangetroffen fauna is zeer variabel en lijkt het meest op die van het Europa van die tijd, niet op de Afrikaanse fauna. Het kan zijn dat Europa vaak van de Kaukasus uit gekoloniseerd is. Er zijn veertien roofdieren aangetroffen. Zij omvat de sabeltandkatten Megantereon megantereon en Homotherium crenatidens, de jaguar Panthera gombaszoegensis, de wolf Canis borjgali, de beer Ursus etruscus vekuai, het jachtluipaard Acinonyx pardinensis, Lynx issiodorensis, de zebra Equus stenonis, de neushoorn Stephanorhinus etruscus, de struisvogel Pachystruthio dmanisensis, de paarden Equus stenonis en Equus altidens, het hert Cervus perrieri, de hyena Pliocrocuta perrieri, de knaagdieren Mimomys tornensis, Mimomys ostramosensis en Kowalskia, een gazelle Gazella cf. borbonica, de antiloop Soergelia sp. en de wisent Bison georgicus. Het enige grote zoogdier naast H. georgicus dat duidelijk van Afrikaanse afkomst is, is een giraffe behorend tot de Palaeotraginae, hoewel de katten ook nauwe Afrikaanse verwanten hebben. Deze giraffe alsmede Kowalskia en de reuzenstruisvogel Pachystruthio komen in jongere lagen niet meer voor en zijn dus een goede indicatie dat de datering van 1,8 miljoen jaar ongeveer correct is. In 2000 werd ook de olifant Archidoskodon meridionalis taribanensis vermeld. In 1994 benoemde men een nieuw rund, Dmanisibos georgicus. Rond de tijd dat H. georgicus in het gebied voorkwam, deed zich een geleidelijke afkoeling en verdroging voor die in Laag 3 en 2 leidde tot een veranderde en minder variable fauna. In deze fase drongen zebra's in de habitat door en nieuwe roofdieren. Veel knaagdieren en reptielen verdwenen. Oost-Aziatische knaagdieren drongen in droge fasen het gebied binnen. De Lumley meende dat het vrij natte gebied direct rond de vindplaats diende als een toevluchtsoord in een verdrogende ruimere omgeving.
De bossen bestonden voornamelijk uit berken en dennen, maar daarnaast uit elzen en olmen. Verder waren er veel struiken uit de Boraginaceae, zoals Anchusa (ossentong), Lycopsis en Lithospurmum. Talrijke steenvruchten van de netelboom waarvan het vruchtvlees eetbaar is, zijn in associatie met de menselijke fossielen aangetroffen, wat suggereert dat het geslacht Celtis een belangrijk voedselbron was. Eenzelfde situatie is aangetroffen bij de Pekingmens. Verder kan Ephedra gegeten zijn, wellicht voor een medicinale of hallicugene werking. Er is geopperd dat de consumptie van zulke zaden leidde tot hun vermeerdering en dus tot een aanpassing van de vegetatie aan menselijke behoeften, ook al was dat nog niet bewust.
Op grond van de microwear analysis van twee aangetroffen tanden blijkt, dat H. georgicus niet in één voedselbron gespecialiseerd was, maar een veelzijdig dieet had. Krasjes duiden op het eten van vrij zacht voedsel zoals vlees, door jacht of aaseten verkregen, of fruit. Er was dus geen specialisatie in het eten van taaie wortels of harde noten. De slijtage is niet te onderscheiden van die bij Homo ergaster en er schijnt dus geen verschuiving van het dieet te zijn opgetreden bij het koloniseren van Europa.

### Voortbeweging
De Vroege Homo had vrij lange armen en kon vermoedelijk nog redelijk goed in bomen klimmen. Zijn benen waren daarentegen aan de korte kant en daarmee minder efficiënt in het lopen. De energiekosten van het stappen zijn omgekeerd evenredig aan de beenlengte. Homo ergaster had kortere armen relatief tot de romp en lange benen. Dat vergrootte zijn bereik en maakte het mogelijk prooien af te matten door lang te rennen. Homo georgicus had ook langere benen. Misschien kon hij daardoor tot in Azië doordringen. Wellicht paste hij ook een rennende jachttactiek toe. De wigvorm van de wervels van de onderrug wijst op lordose, een S-vormige kromming. De vorm van de gewrichtsuitsteeksels van de wervels laat zien dat de rug goed gebogen kon worden. De grote dwarsdoorsnede van de wervels impliceert een goed vermogen verticale compressiekrachten te weerstaan. Dit zijn allemaal bekende aanpassingen aan rennen en langdurig stappen. Bij Homo ergaster zijn zulke aanpassingen in verband gebracht met een uitbreiding van het leefgebied, een hoger activiteitsniveau, efficiëntere jachttactieken, een dieet met meer vlees en grotere hersenen die weer effectiever gedrag mogelijk maakten. Dat laatste lijkt bij H. georgicus geen factor te zijn geweest, evenmin als oververhitting. Daarbij was hij relatief klein ten opzichte van H. ergaster. Ook was zijn onderbeen relatief korter ten opzichte van het bovenbeen, wat de efficiëntie van het rennen weer verminderde.
De anatomie geeft tegenstijdige signalen over het gebruik van de voet. Het scheenbeen is maar weinig naar binnen gewrongen, met 1° minder dan bij alle andere mensachtigen uit het Pleistoceen, en de nek van het sprongbeen ofwel talus is breed. Dat suggereert dat de voet meer naar binnen stond en de afzet dus meer over de buitenste tenen plaatsvond dan bij de moderne mens, een basaal kenmerk. Het derde en vierde middenvoetsbeen zijn dan ook robuuster dan bij de moderne mens. Het vijfde middenvoetsbeen is juist zwakker gebouwd dan bij Homo sapiens. Daar staat tegenover dat de sterkere wringing van de middenvoetsbeenderen duidt op een goede welving overdwars. Ook de lengtewelving moet sterk geweest zijn getuige de brede basis van het eerste middenvoetsbeen die wijst op een stevig zoolkapsel. De lengtewelving is voordelig omdat die de voet toestaat als een veer te werken die per stap energie opslaat en weer afgeeft. Ook wordt de voet stijver wat de efficiëntie van de afzet verbetert. Een vlak bovenste gewricht van het eerste middenvoetsbeen is een indicatie dat de eerste teen niet afstaat. Dat zijn dan weer moderne trekken. In 2008 ontkende Wallace dat er een verband was tussen de wringing van het scheenbeen en de plaatsing van de voet.
De armen waren vrij kort; het gebrek aan handmateriaal maakt het lastig te bepalen of hij nog goed kon klimmen. Het korte sleutelbeen wijst op een goed vermogen de arm te heffen. De geringe mate van wringing van het opperarmbeen wijkt af van de situatie bij de moderne mens bij welke de rotatie aanzienlijk is. Die wordt gezien als een aanpassing aan een vrij hoge positie van schouderblad. Dat suggereert dat bij H. georgicus het schouderblad lager en meer zijwaarts lag gecombineerd met een sterkere abductie van de arm en supinatie van de onderarm.

### Werktuiggebruik

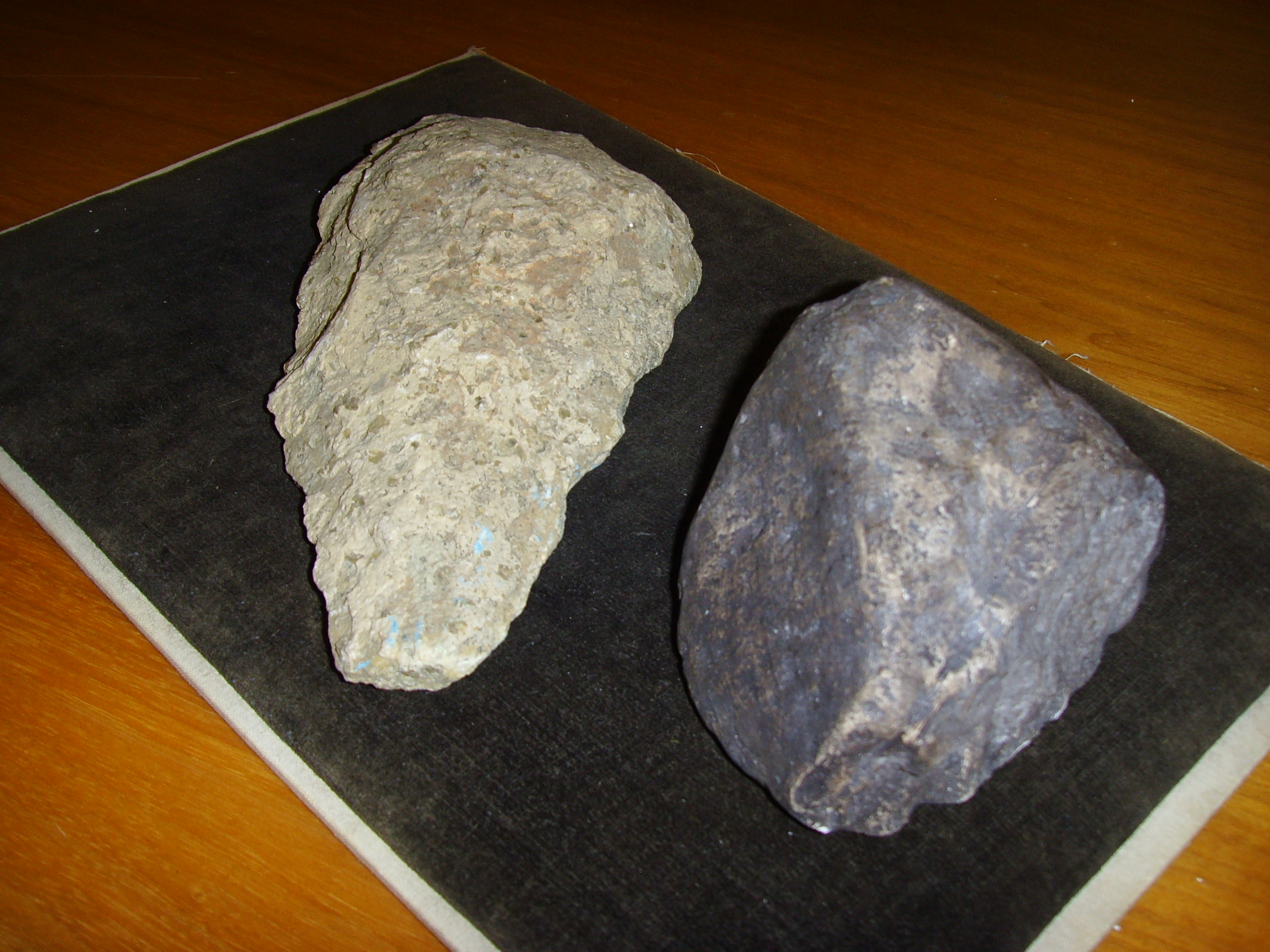
Een werktuig uit Dmanisi, rechts, vergeleken met een vuistbijl links

Veel werktuigen werden al eind jaren tachtig aangetroffen in Laag 2. Ze omvatten afslagen, steenkernen en gespleten kiezels. Ook in de andere lagen gaan menselijke botten steeds van werktuigen vergezeld. De benodigde stenen lijken verzameld te zijn uit een kloof nabij de vindplaats. In 2000 werd gemeld dat het totaal aan gevonden werktuigen was opgelopen tot achthonderd, 90% daarvan uit laag 2. Ze zijn grotendeels gemaakt van vulkanische tufsteen, maar ook van kwarts. In 2011 werd een totaal van 8099 werktuigen aangegeven, een stijging voornamelijk veroorzaakt door een betere analyse. De meeste werktuigen bestaan uit afslagen. Een klein gedeelte daarvan is gefabriceerd uit hard tufsteen met een hoog siliciumgehalte met een structuur die lijkt op vuursteen. De afslagen werden kennelijk vaak in directe opeenvolging van een kern afgeslagen. Vaak tonen ze tekenen van gebruik zoals beschadigde of bijgewerkte snijranden. Bij één gevonden afslag is het duidelijk dat er een priem van gemaakt is met een lange geretoucheerde snijrand. Zulke priemen kunnen gebruikt zijn om huiden te bewerken tot kleding. Zulke kleding kan een voorwaarde geweest zijn om de koude winters te overleven en zelfs om überhaupt uit Afrika te migreren. Er zijn geen sporen van vuurgebruik en zekere bewijzen daarvoor zijn maar vierhonderdduizend jaar oud.
De steenkernen zijn rond of veelhoekig. Ze zijn van meerdere richtingen uit bewerkt met tot een dozijn slagen. Er zijn ook kegelvormige kernen met een basis die in één keer is afgeslagen. Kiezels werden van één of soms twee snijranden voorzien. Er zijn geen vuistbijlen aangetroffen. De techniek bevond zich dus op het Oldowan I-niveau dat nog zeer lang door de Aziatische Homo erectus zou worden ingezet.

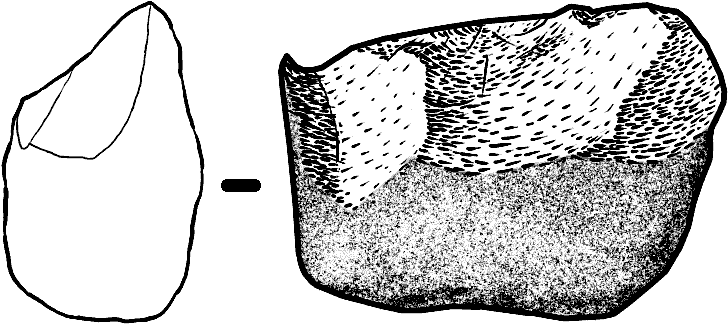
Een chopper uit Damnisi

Naast eigenlijke werktuigen is ook een groot aantal manuports gevonden, vaak bolvormige of soms blokvormige steenkernen, tot een voet in diameter en tot vijf kilogram zwaar, die in een groeve waren verzameld en daarna naar de vindplaats moeten zijn gedragen voor verdere bewerking. Dat maakte het mogelijk een chaîne opératoire vast te stellen, een werkmethode die de oermensen toepasten. Ruim een derde van het onbewerkte materiaal bestaat uit basalt, bijna een derde uit tufsteen. Achttien percent betreft andesiet. Er was een voorkeur voor fijnkorrelige gesteente waarvan scherpere afslagen kon worden geslagen. De ronde stenen werden vermoedelijk van rivierbodems verzameld. Scherpe blokken werden uitgegraven, kennelijk op maar een paar honderd meter van de vindplaats. Stenen werden geselecteerd die al de gewenste eindvorm benaderden. Zulk ruw materiaal omvat 2548 stenen, de grootste concentratie die ooit op enige vindplaats is aangetroffen. Ook uniek is dat ze een vijfde van vondsten uitmaken. De concentratie werd in 2011 verklaard als een soort voorfase in een proces van keuring; de beste steenkernen zouden later geselecteerd zijn, wellicht in grote hoeveelheden omdat op de locatie regelmatig hele kudden prooidieren in de modder bleven steken. De manuports zijn, hoewel minder talrijk, bij elkaar wel zwaarder: 838 kilogram tegenover een gewicht van 124 kilogram voor de werktuigen. De mogelijkheid werd opengehouden dat sommige blokvormige manuports gebruikt werden als zware hamers.
De geringe wringing van het opperarmbeen kan ook informatie verschaffen over het werktuiggebruik. Een afhangende arm en een supinatie van de hand maakt het mogelijk speren als krachtige stootwapens te gebruiken, bij de jacht op grote prooidieren of conflicten met andere mensen. Een geringe torsie treed echter als modificatie van de schacht ook op bij moderne atleten die een sport beoefenen waarin het nodig is te werpen of hoog te grijpen. Dat zou suggereren dat H. georgicus werpsperen gebruikte. In 2007 werd dat echter minder waarschijnlijk geacht omdat er geen lateralisatie, een asymmetrie tussen rechter- en linkeropperarmbeenderen, vaststelbaar was. De geringe wringing kan een plesiomorfie geweest zijn, geërfd van australopitheken, waarop ook de hoge gewrichtskom en de vorm van het ravenbeksbeen wijst. Die basale bouw kan voortgezet zijn tot in Homo floresiensis.
In de schedel van het holotype hellen de snijtanden opvallend naar voren. Ze zijn ook sterk versleten. Zowel in de bovenkaken als onderkaken ontstaat hierdoor een holle boog overdwars zodat de tanden niet op elkaar aansluiten en zelfs bij volle occlusie een ruimte overblijft. De bovenste snijtanden zijn aan de voorzijde rond afgesleten, de onderste snijtanden rond aan de achterzijde. Deze tanden hebben ook sterke van voor naar achteren lopende slijtgroeven op het uiteinden. Dit alles wijst er sterk op dat objecten tussen de tanden geklemd werden, misschien om ze te dragen, de mond als een "derde hand" inzettend, wellicht om ze vast te houden bij een bewerking. Een dergelijk gebruik van het gebit is eerder ook bij andere mensensoorten verondersteld, zoals in de anatomie van de neanderthaler.

### Sociaal gedrag

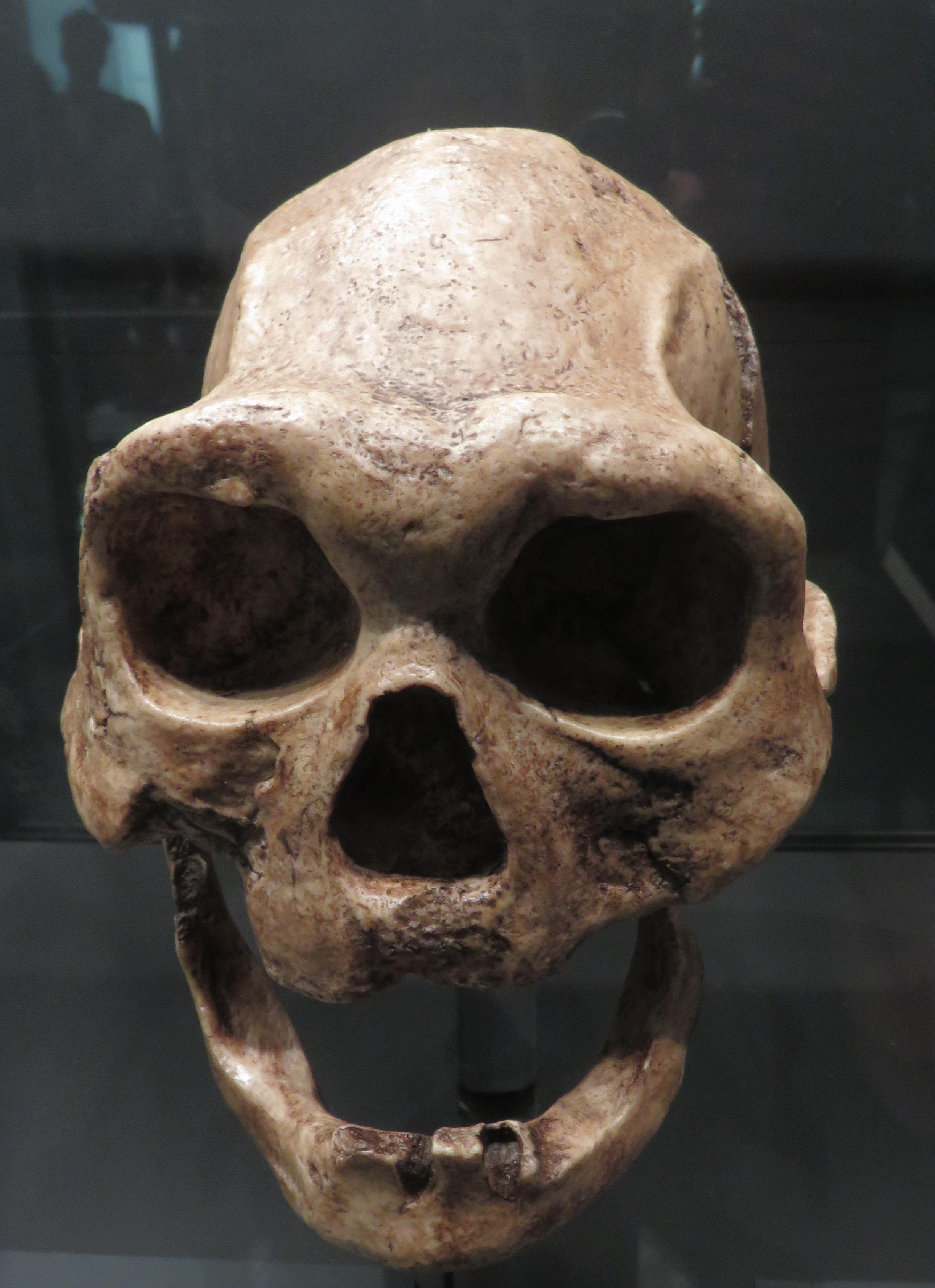
D3444

In 2013 werd het aannemelijk geacht dat verbeterde samenwerking binnen sociale groepen een uitbreiding van het woongebied tot in Azië heeft mogelijk gemaakt. Er werd echter op gewezen dat gezien de kleine herseninhoud een vergroot brein daar kennelijk geen noodzakelijke voorwaarde voor was.
In een van de aangetroffen schedels, D3444, waren geen tanden meer aanwezig en volgens professor David Lordkipanidze heeft de hominide aan wie deze schedel behoorde ook bij leven geen tanden meer gehad, waardoor de kauwfunctie geheel verloren ging. Hij of zij heeft zonder tanden nog jarenlang kunnen leven. Hij leidt daar weer uit af dat dit een individu van oudere leeftijd is geweest die alleen heeft kunnen overleven doordat de groep een sociale structuur met zorg voor ouderen kende. In 2021 werd gesteld dat dit wees op sociale samenwerking en echt altruïsme, dus het helpen van anderen zonder er direct voordeel van te trekken. Tegelijkertijd werd uit Dmanisi een tand gemeld van de zeer grote wolf Canis (Xenocyon) lycaonoides die ook samenwerking kende welke zijn grote areaal zou verklaren.
In 2022 werd gemeld dat bij schedel D2280 op het achterhoofd vier ovale verwondingen waarneembaar zijn die ten dele veroorzaakt zouden kunnen door geweld tussen de mensen onderling, hoewel ziekte of een aanval door een roofdier ook niet viel uit te sluiten. Aan de zijkant van de schedel waren genezen laesies zichtbaar die duidelijker leken te wijzen op slagen met een stomp voorwerp. Op het voorhoofd waren sporen zichtbaar van een infectie door Treponema, een bacterie die syfilis veroorzaakt.

### Intelligentie
Gezien de relatief lage herseninhoud van Homo georgicus was een groot brein kennelijk geen absolute voorwaarde voor een vleesrijk dieet of het koloniseren van koudere gebieden.
De werktuigtechnologie, met het over afstand verzamelen van een voorraad van steenkernen voor een latere bewerking, is in 2011 gezien als een teken van een vrij hoge cognitieve ontwikkeling. De mensen moeten tot een hoge mate van planning in staat zijn geweest. Er werden twee steensoorten gebruikt die oppervlakkig veel op elkaar leken. Men was kennelijk in staat ze uit elkaar te houden op grond van de vorm van de stenen. Dit is ook bekend van Homo habilis en Homo erectus s.l.
Ook voor het bewerken van steen zijn duidelijke vaardigheden nodig. Er moet een zeker inzicht zijn in de mechanica van de steenslag. De juiste schuine hoek moet aangehouden worden ten opzichte van een niet te glad doel. De vaak herhaalde bewegingen wijzen op een spiergeheugen. Vaak ging de bewerking mis en bleef een mislukte kern achter. Homo georgicus had dus ook zijn beperkingen: hij was minder dan Homo habilis in staat corrigerende retouches aan te brengen.
Het langdurig gebruik van de locatie, gekoppeld aan een gelijkblijvende techniek, wijst erop dat er sprake was van een traditie, een cultuuroverdracht, over een aanzienlijke tijdperiode.
Een omstreden vraagstuk is in hoeverre Homo georgicus al een gesproken taal kende. Dat is voor Homo ergaster ontkend op grond van het feit dat de Turkana Boy een ruggenmergkanaal in de borstwervels bezat dat te dun zou zijn om ademhalingspieren nauwkeurig genoeg aan te sturen. In 2006 werd erop gewezen dat althans het ruggenmergkanaal van de oudere Homo georgicus een ruim voldoende diameter bezat. De afhangende spinae mentales aan de onderkaak zijn bij de moderne mens wel gezien als een aanpassing voor een verbeterde aansturing van de tongspieren bij een gesproken taal. Dat die ook bij Homo georgicus aanwezig zijn, kan erop duiden dat er of geen verband bestaat of dat die al kon spreken. De lange onderkaak van het holotype kan een aanwijzing zijn dat die ook relatief lang was ten opzichte van het strottehoofd. Dat is bij Neanderthalers wel gezien als een teken dat veel klinkers niet konden worden uitgesproken en een gesproken taal dus ontbrak. Veel latere studies kwamen echter tot de conclusie dat zo'n verband helemaal niet bestaat. Volgens een belangrijke onderzoeksschool is de gesproken taal een zeer recent verschijnsel, misschien niet meer dan honderdduizend jaar oud, zich lang na het verdwijnen van Homo georgicus voordoend. Een andere school echter neemt aan dat de gesproken taal zich geleidelijk heeft ontwikkeld bij het Homo habilis-Homo erectus-complex. In dat geval kan Homo georgicus een vroege fase van die ontwikkeling vertegenwoordigen.
| Voorlopers en oude verwanten van de mens | Voorlopers en oude verwanten van de mens | Voorlopers en oude verwanten van de mens |
| Fossiel voorkomen                        | Geslacht                                 | Soorten |
| ---------------------------------------- | ---------------------------------------- | --- |
| 7 - 4,4 Ma                               | Sahelanthropus                           | Sahelanthropus tchadensis |
| 7 - 4,4 Ma                               | Orrorin                                  | Orrorin tugenensis |
| 7 - 4,4 Ma                               | Ardipithecus                             | Ardipithecus ramidus · Ardipithecus kadabba |
| 4,3 - 2 Ma                               | Australopithecus                         | A. anamensis · A. afarensis · A. bahrelghazali · A. africanus · A. garhi · A. sediba |
| 3,5 Ma                                   | Kenyanthropus                            | Kenyanthropus platyops |
| 2,5 - 1 Ma                               | Paranthropus                             | P. aethiopicus · P. boisei · P. robustus |
| tot heden                                | Homo                                     | H. antecessor · H. cepranensis · H. denisova · Homo erectus (Javamens · Pekingmens) · H. ergaster · H. floresiensis · H. gautengensis · H. georgicus · H. habilis · H. heidelbergensis · H. helmei · H. neanderthalensis · H. rhodesiensis · H. rudolfensis · Homo sapiens (H. s. idaltu · Cro-magnonmens · Red Deer Cave-mensen) |